# Tampão de poço de visita

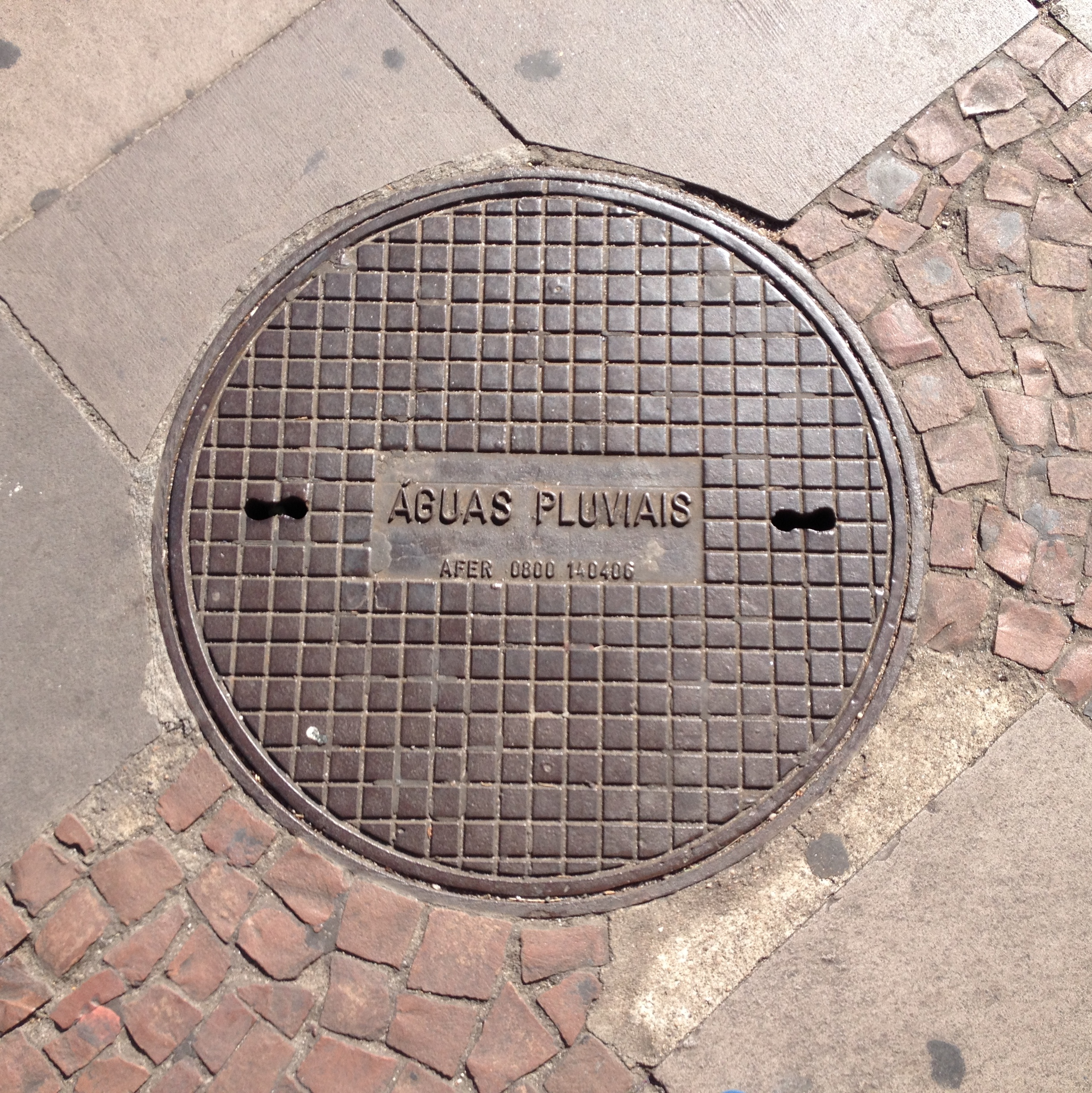
Rede de águas pluviais em Campinas, Brasil

Um tampão de poço de visita é uma tampa removível localizada sobre o topo de poço de visita, de modo a evitar quedas acidentais de pessoas ou objetos e para proteger o acesso à rede coberta pelo sistema. Tampões de poços de visita remontam pelo menos desde o tempo da Roma antiga, com redes de esgotos com acessos feitos através de grades feitas de pedra.

## Descrição
Coberturas de poços de visita frequentemente são feitas de ferro fundido, concreto pré-fabricado ou de uma combinação de ambos. Isto as faz baratas, resistentes e pesadas, normalmente com mais de 50 quilogramas. O peso ajuda a mantê-las no lugar enquanto o tráfego passa sobre elas, e dificulta o acesso de pessoas não autorizadas que não disponham das ferramentas adequadas para removê-las.
Esses tampões assentam-se em uma base de metal no seu formato. Muitos tampões possuem orifícios para retirada, nos quais alguma ferramenta com gancho é inserida para a retirada do tampão. Alguns modelos de tampões possuem dobradiças, enquanto outros podem ser removidos com ferramentas eletromagnéticas.
Embora esses tampões sejam grandes e pesados demais para serem colecionáveis, sua ubiquidade e os muitos desenhos, padrões, ilustrações e informações levam algumas pessoas a colecionarem fotos de tampões em todo o mundo.
Apesar de seu peso e dificuldade, eventualmente tampões são furtados, especialmente para revenda em ferros-velhos, particularmente quando os preços do ferro sobem.

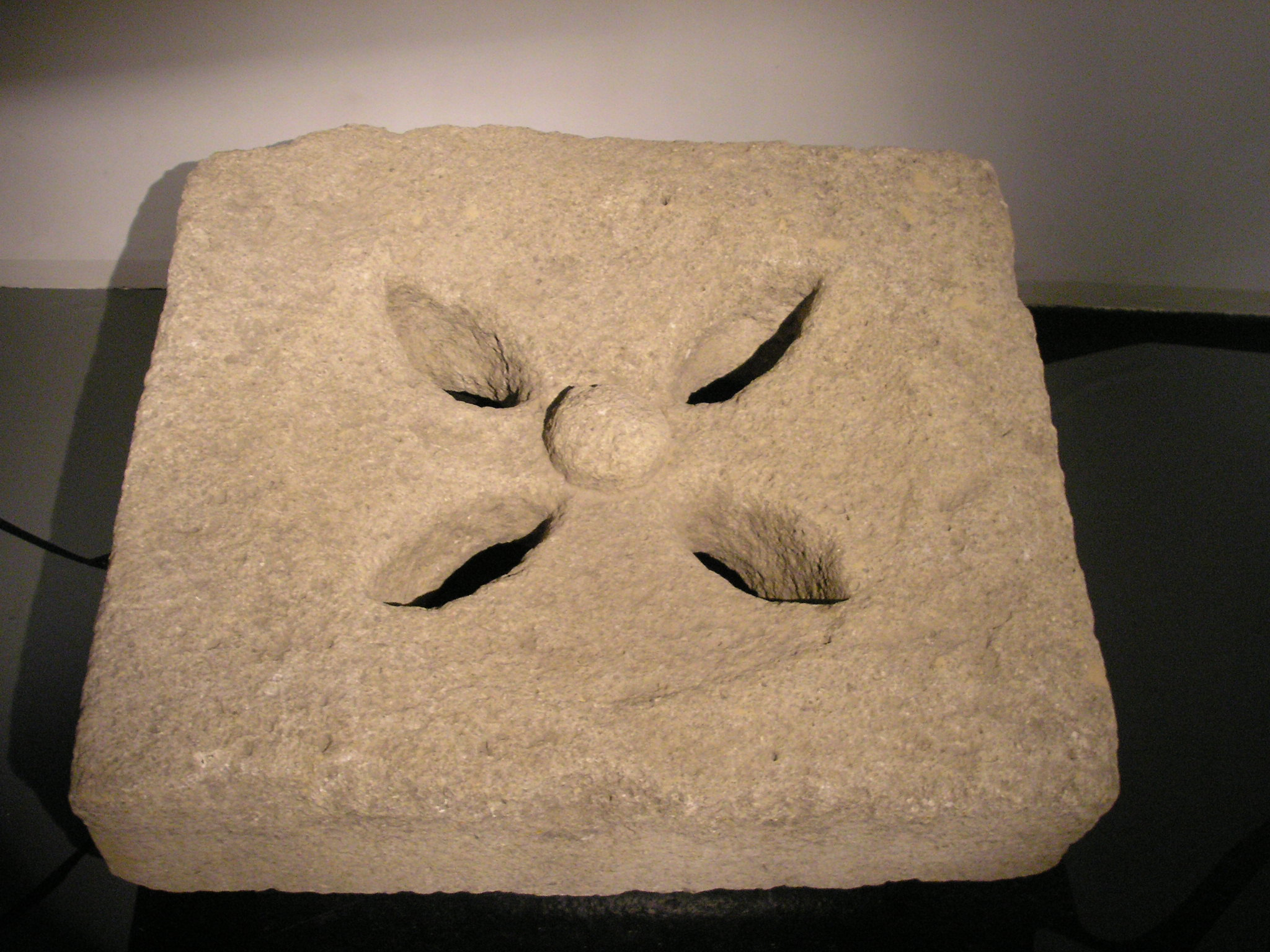
Grade de acesso à rede de esgoto feito de pedra calcária, datada do século I d.C., escavada em Vindobona (atualmente Viena), na Áustria.

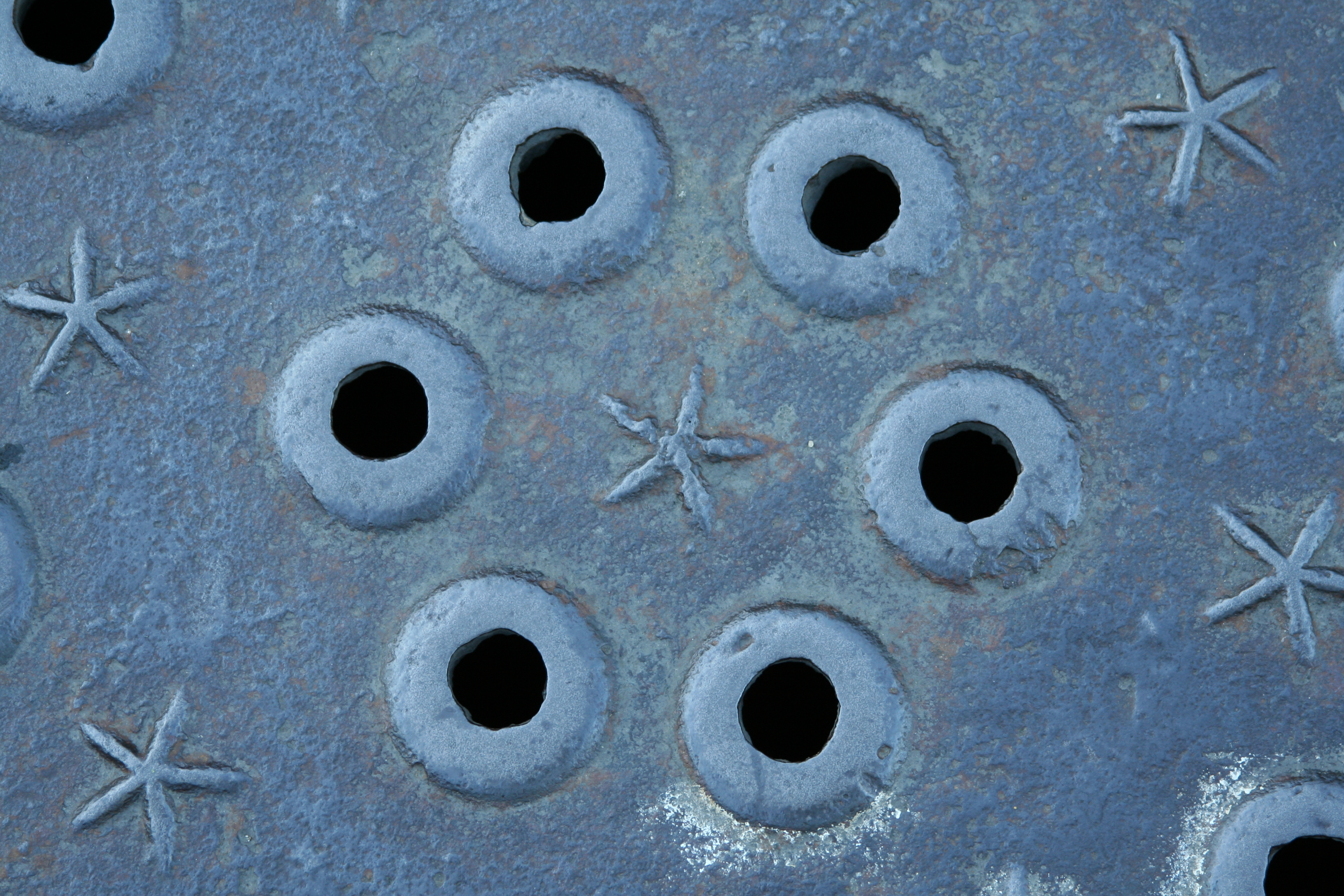
Orifícios para retirada em tampão em Palo Alto, na Califórnia, nos Estados Unidos.

## Formato

### Circularidade
A questão sobre o porquê de o formato dos tampões de poços de visita ser normalmente circular foi tornado famoso pela Microsoft, que normalmente fazia essa indagação em entrevistas de emprego. Originalmente concebidos como meio psicológico de avaliação da forma pela qual uma pessoa aborda uma questão com várias respostas possíveis e corretas, o problema produziu várias explicações alternativas, desde as tautológicas ("Os tampões são circulares por que os poços de visita são cilíndricos.") às filosóficas.
As razões para o formato incluem
- Um tampão redondo não pode cair dentro de sua abertura circular, enquanto um tampão quadrado ou retangular pode cair se inserido diagonalmente na abertura. A existência de um anel em volta garante que o acesso ao poço de visita tenha diâmetro menor que o do tampão. (Um triângulo de Reuleaux ou outra curva de largura constante também serviriam ao propósito, mas tampões redondos são mais fáceis de fabricar.)
- Tubos cilíndricos são os mais resistentes e eficientes contra a compressão do solo à sua volta; logo, é natural que o tampão de um cilindro tenha formato circular.
- Um tampão redondo tem menos superfície que um quadrado ou retangular; assim, menos material é usado para fabricar esse tampão, significando redução de custos.
- Tampões circulares não precisam ser rotacionados para alinhamento com o poço de visita;
- O tampão circular pode ser movido facilmente através de rolamento;
- Um tampão redondo pode ser facilmente travado com ferramentas especiais e, se podem ser travados, não precisam ser tão pesados, porque o tráfego não poderá levantá-los por sucção.

### Outros
Outros formatos para tampões podem ser encontrados, especialmente quadrados e retângulos. Os tampões de Nashua, no estado americano de New Hampshire, são únicos nos Estados Unidos por serem triangulares e apontados na direção do fluxo a jusante. A cidade, no entanto, está substituindo os modelos, feitos por uma fundição local, por eles não serem grandes o suficiente para atenderem às normas de segurança e por não se ter encontrado uma fundição que fizesse triângulos maiores. Existem também alguns tampões triangulares em Hamilton, nas Bermudas.

## Uso para navegação
Um estudo de robótica em 2011 sugeriu que robôs possam examinar os formatos de determinados tampões e usá-los para calcular sua posição geográfica como reverificação nos dados do sistema de posicionamento global (GPS).

## Galeria

### Tampões circulares

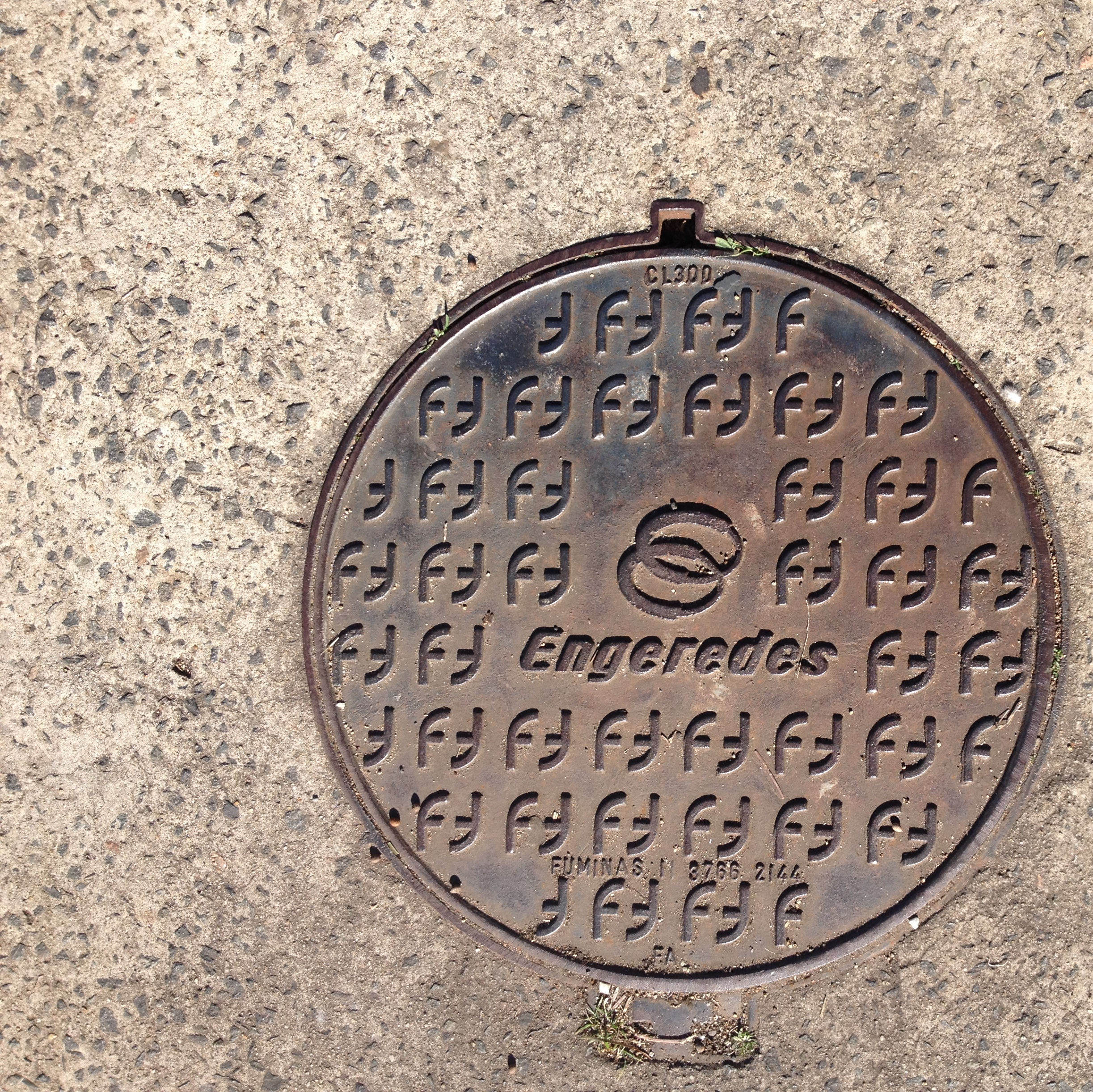
Fibra óptica em Campinas, em São Paulo, no Brasil.
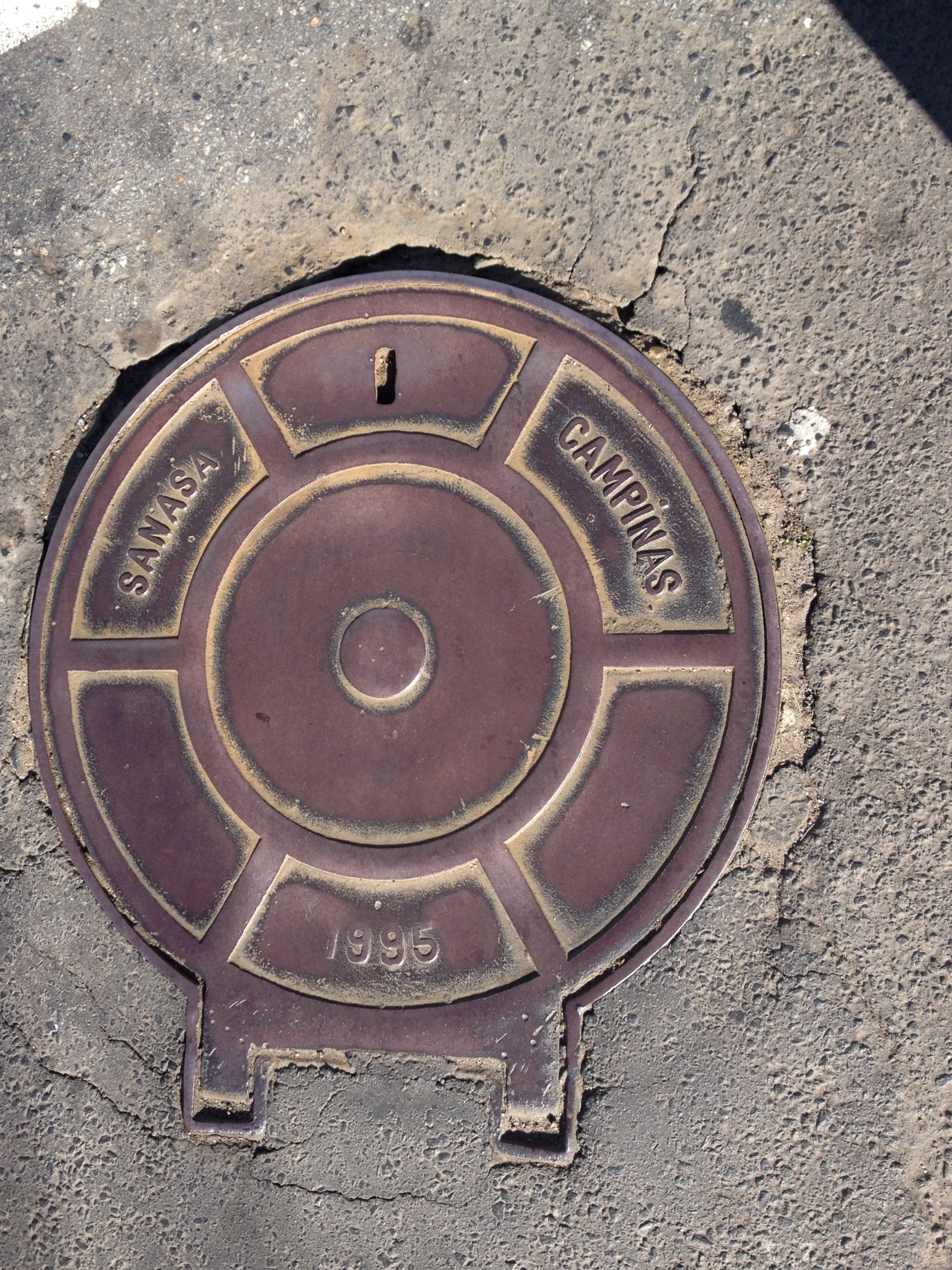
Tampão datado (1995) de rede de esgoto da SANASA, em Campinas.
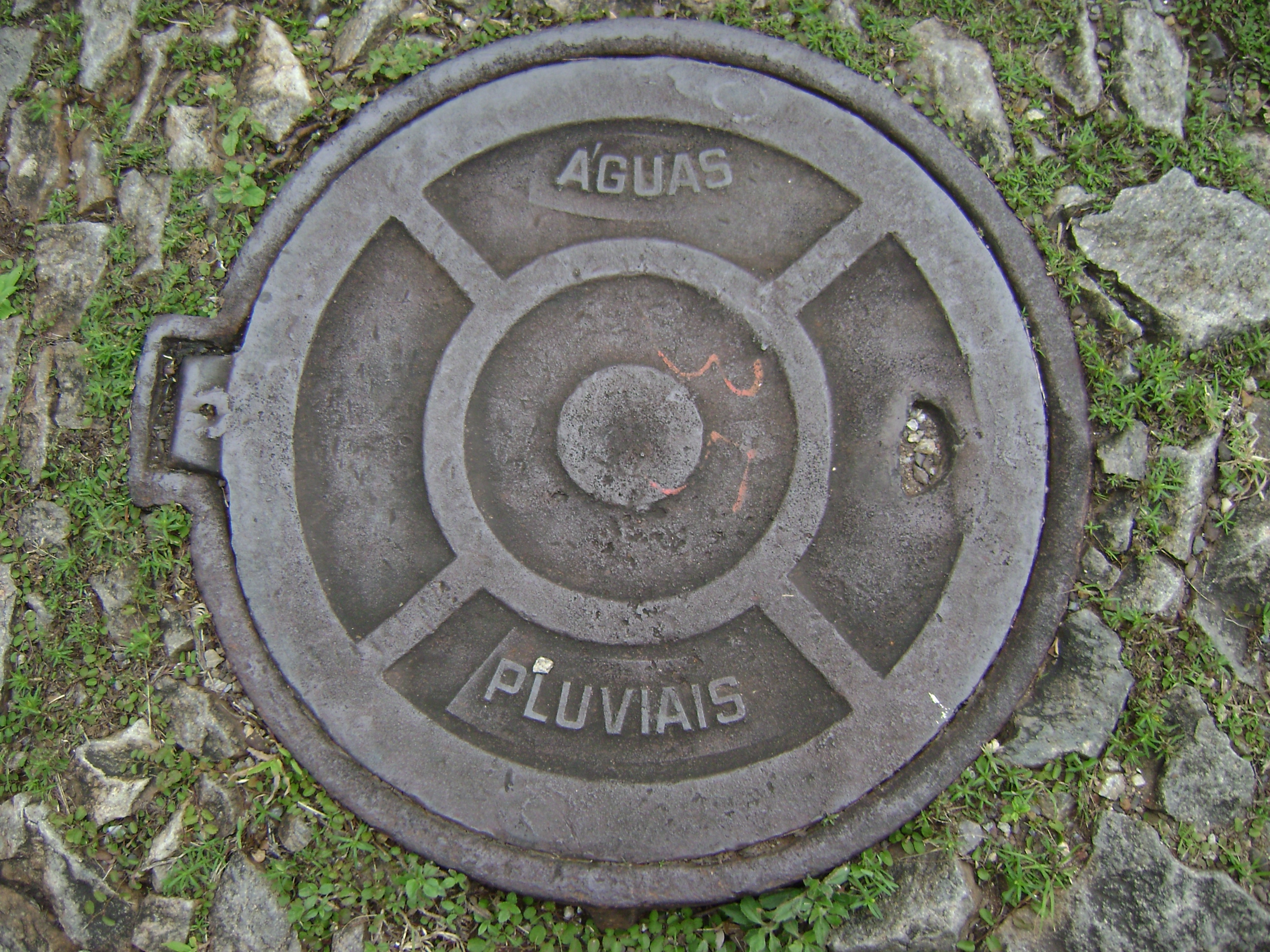
Galeria de águas pluviais em Belo Horizonte, em  Minas Gerais, no Brasil.
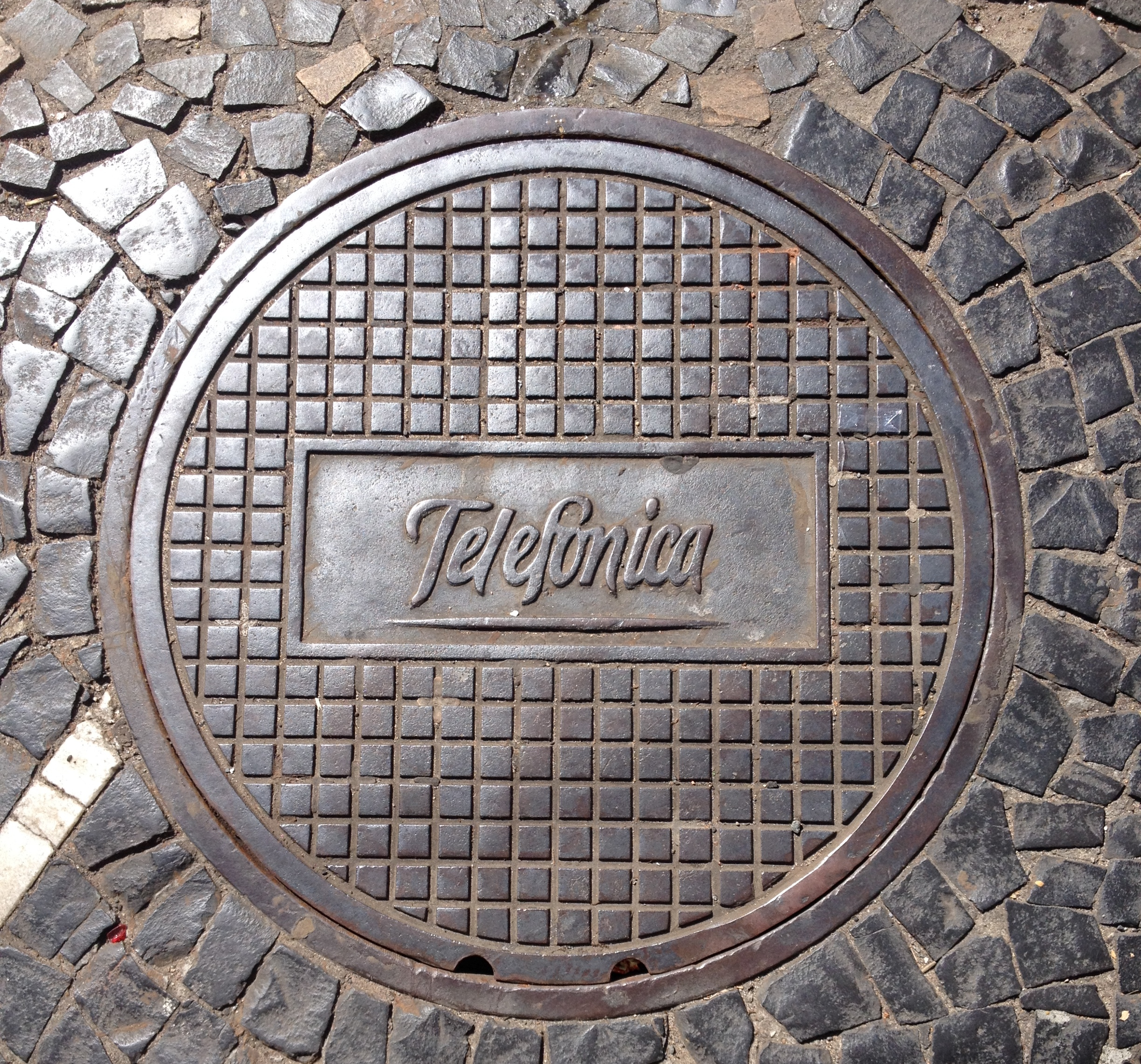
Tampão de poço de visita da Telefónica, em Campinas.
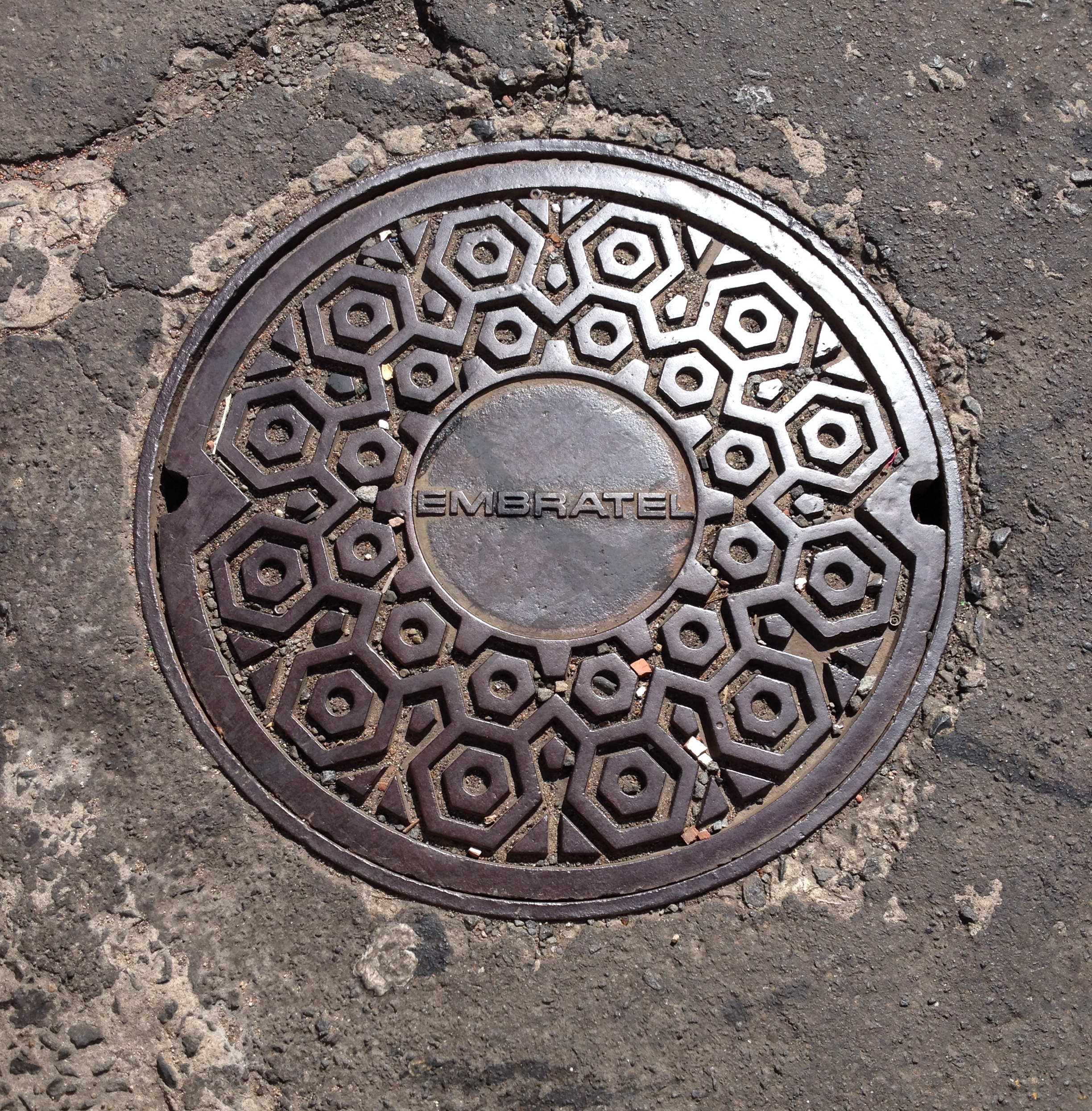
Telefonia da Embratel (logo pré-privatização), em Campinas.
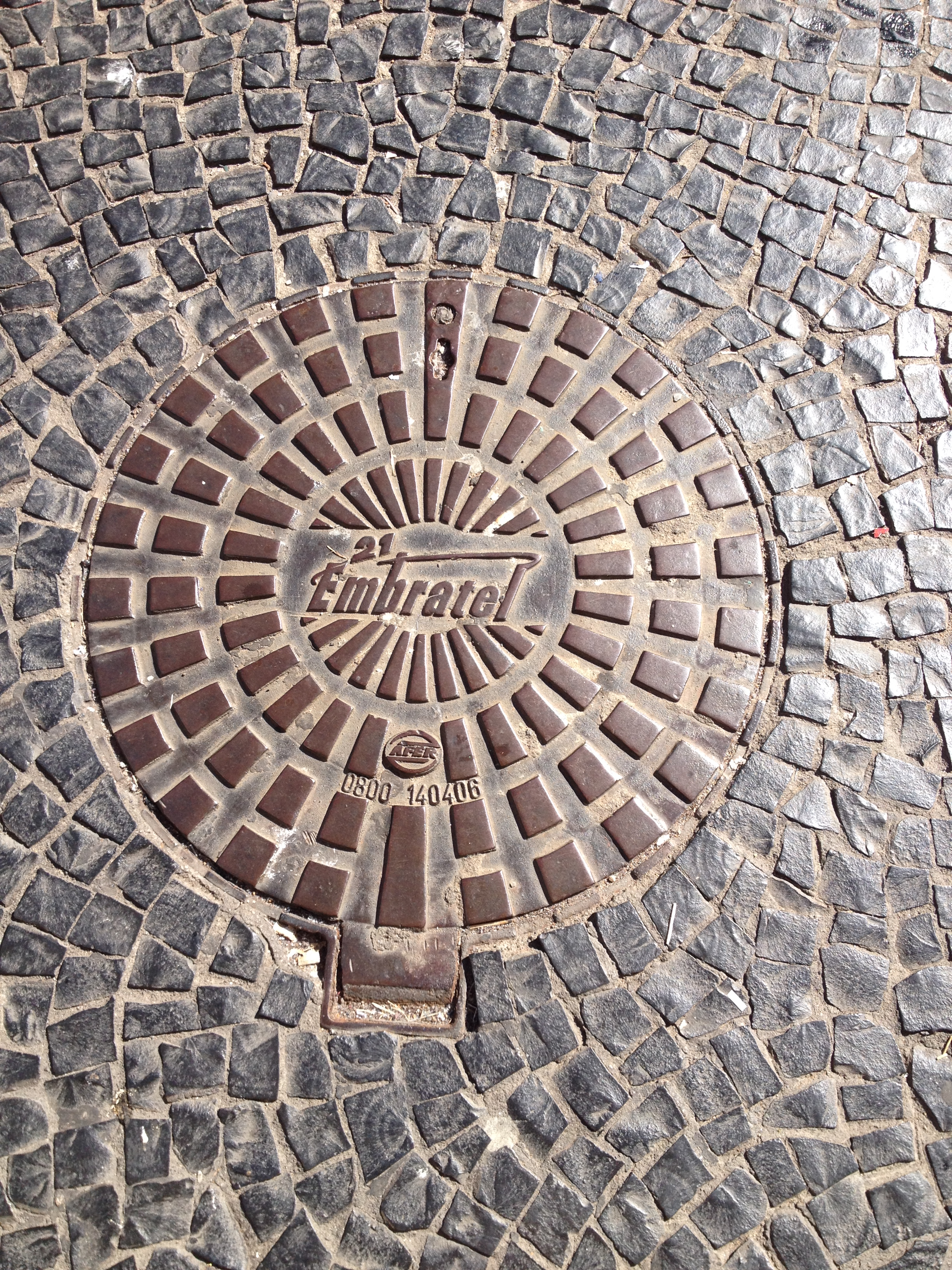
Embratel (logo pós-privatização), em Campinas.
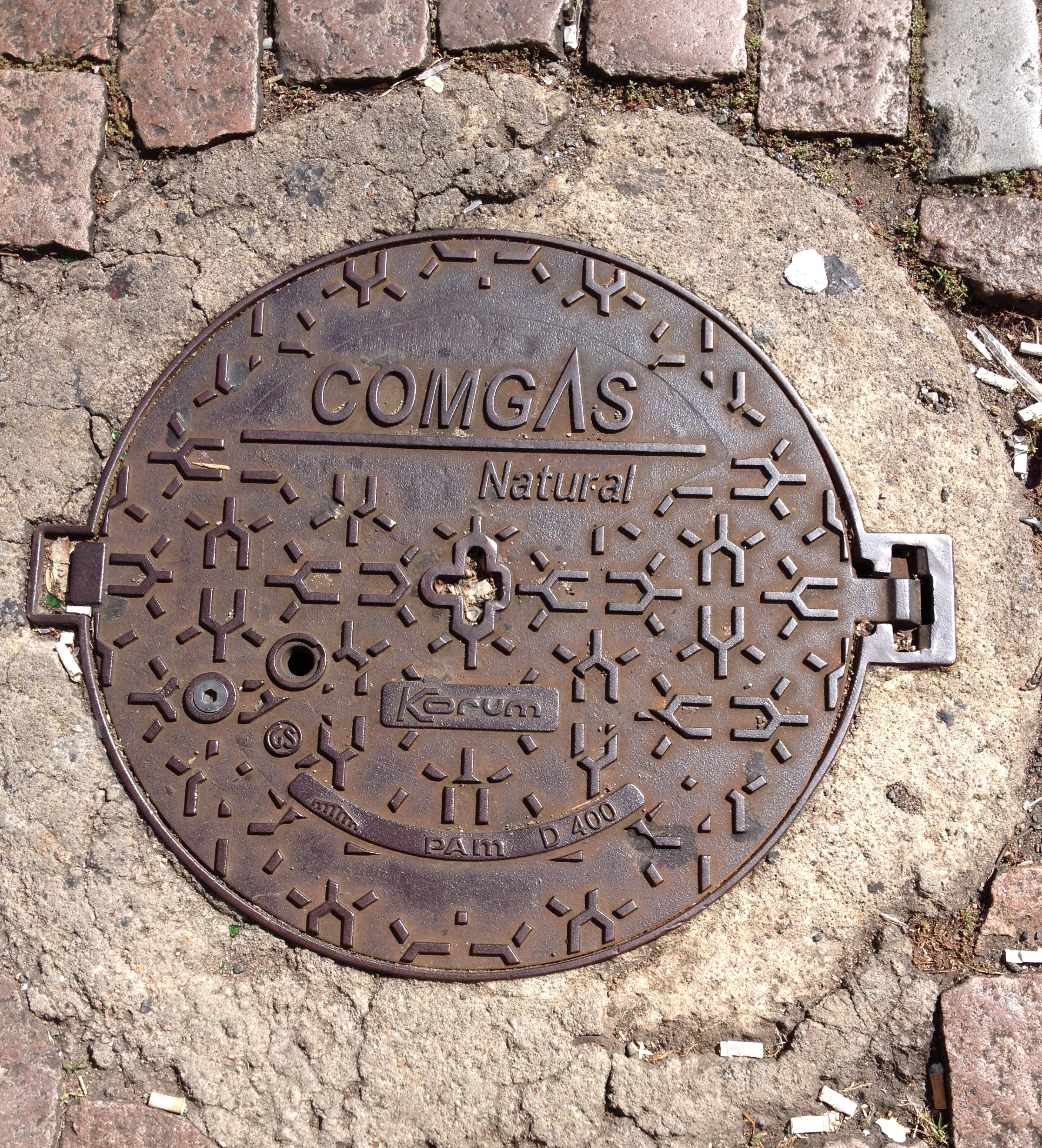
Rede de gás natural (Comgás), em Campinas.
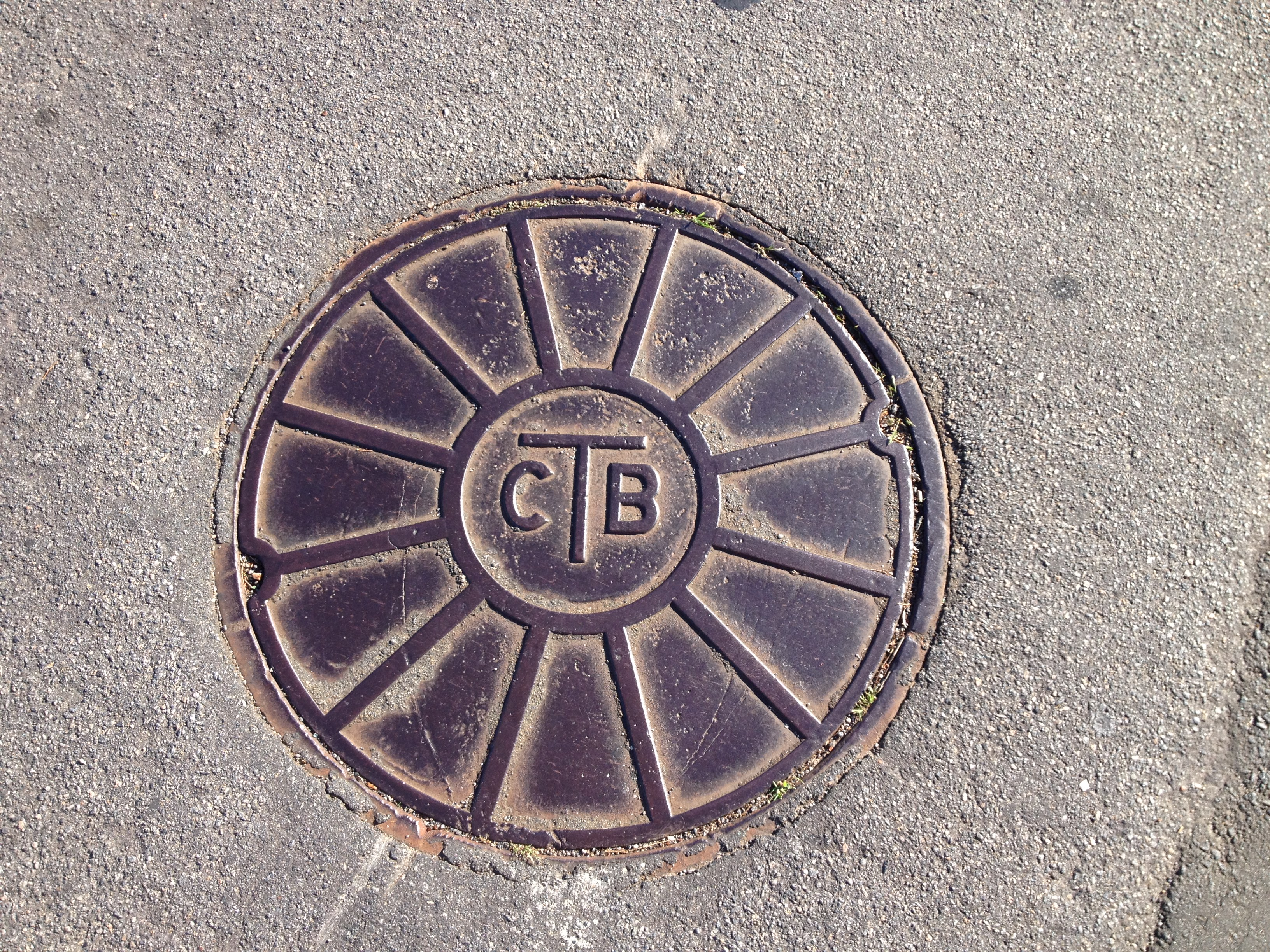
Companhia Telefônica Brasileira (CTB), em Campinas.
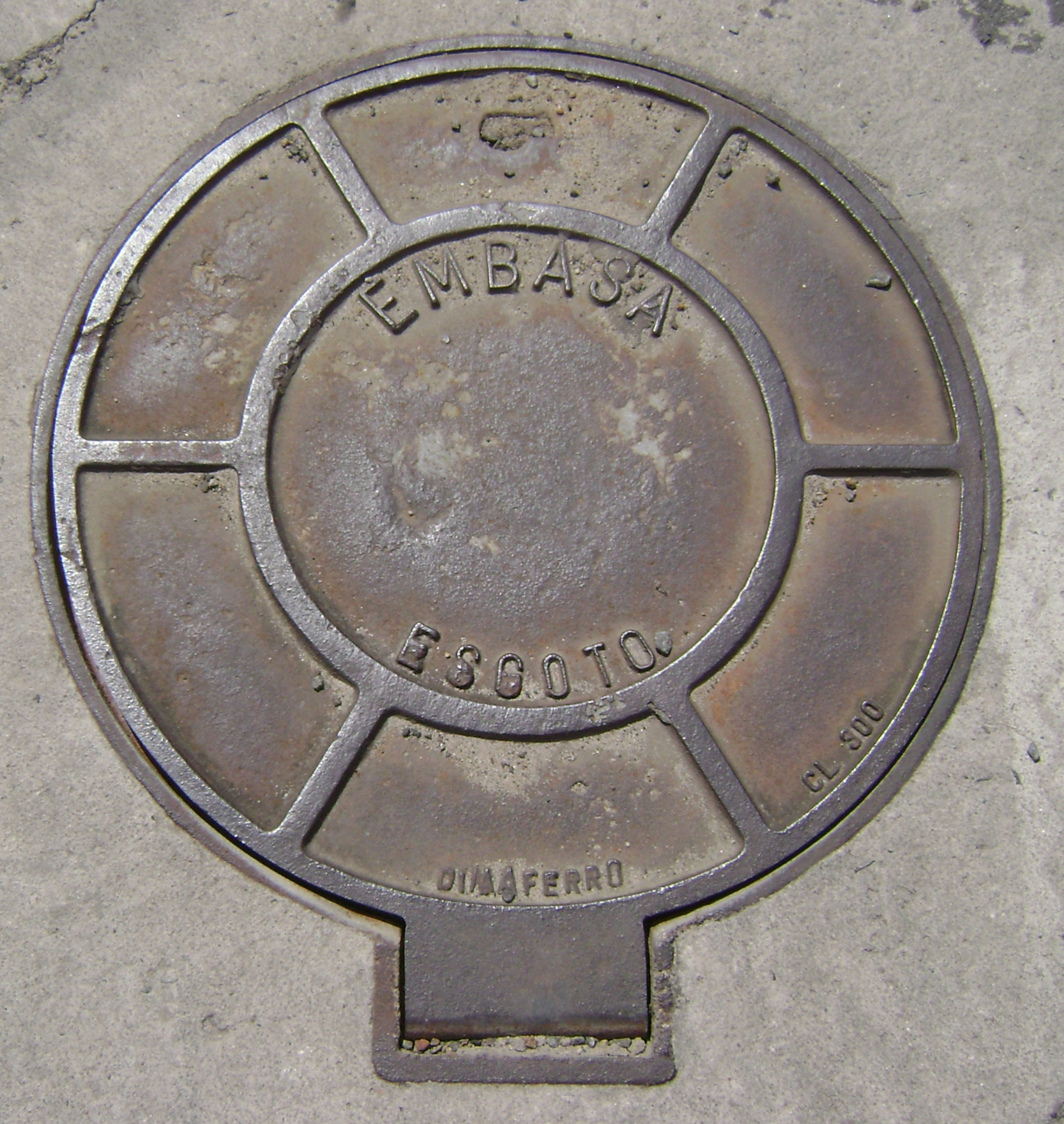
Rede de esgoto da EMBASA em Feira de Santana, na Bahia, no Brasil.
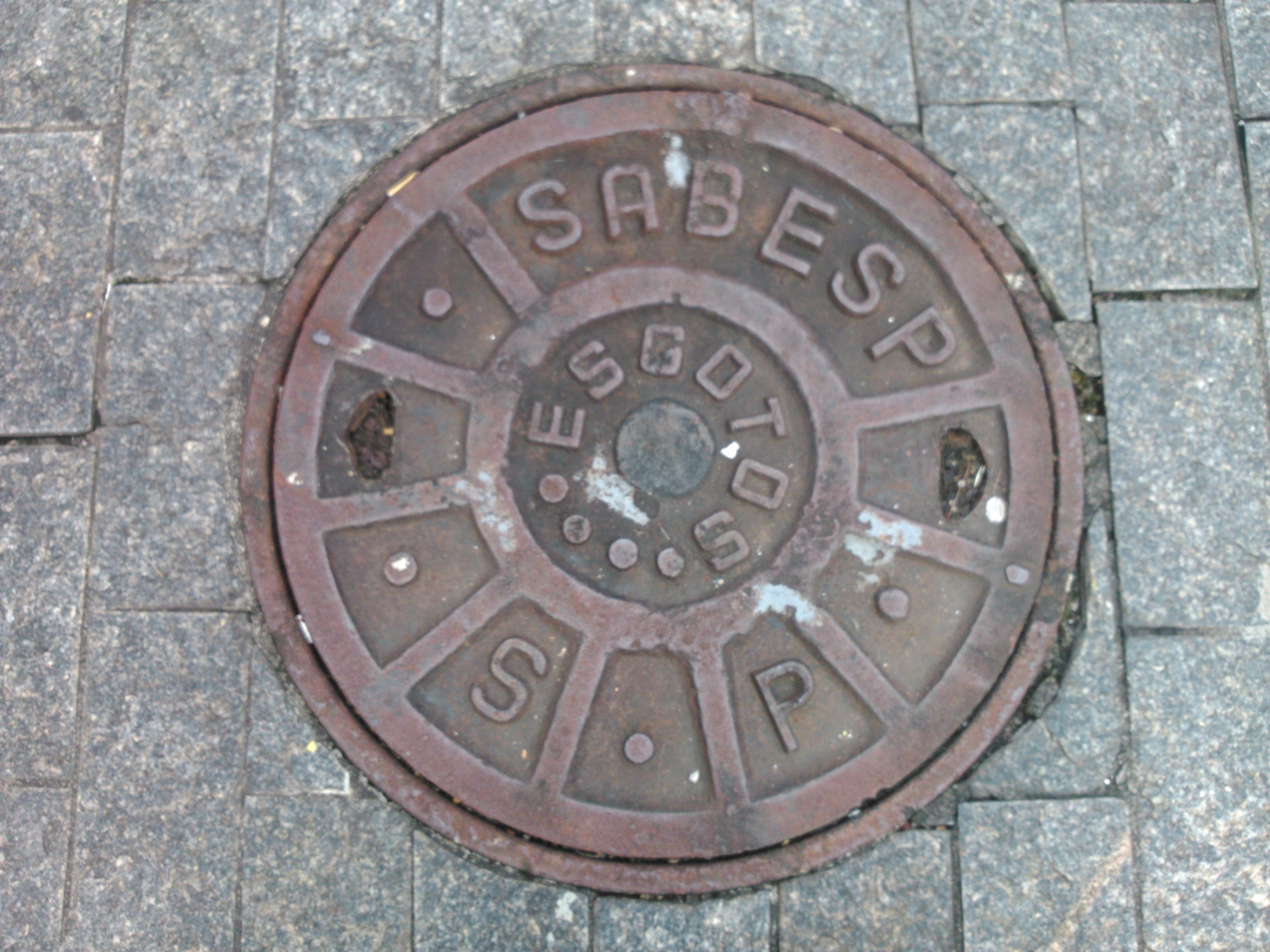
Rede de esgostos da Sabesp (pré-abertura de capital), no bairro do Butantã, em São Paulo
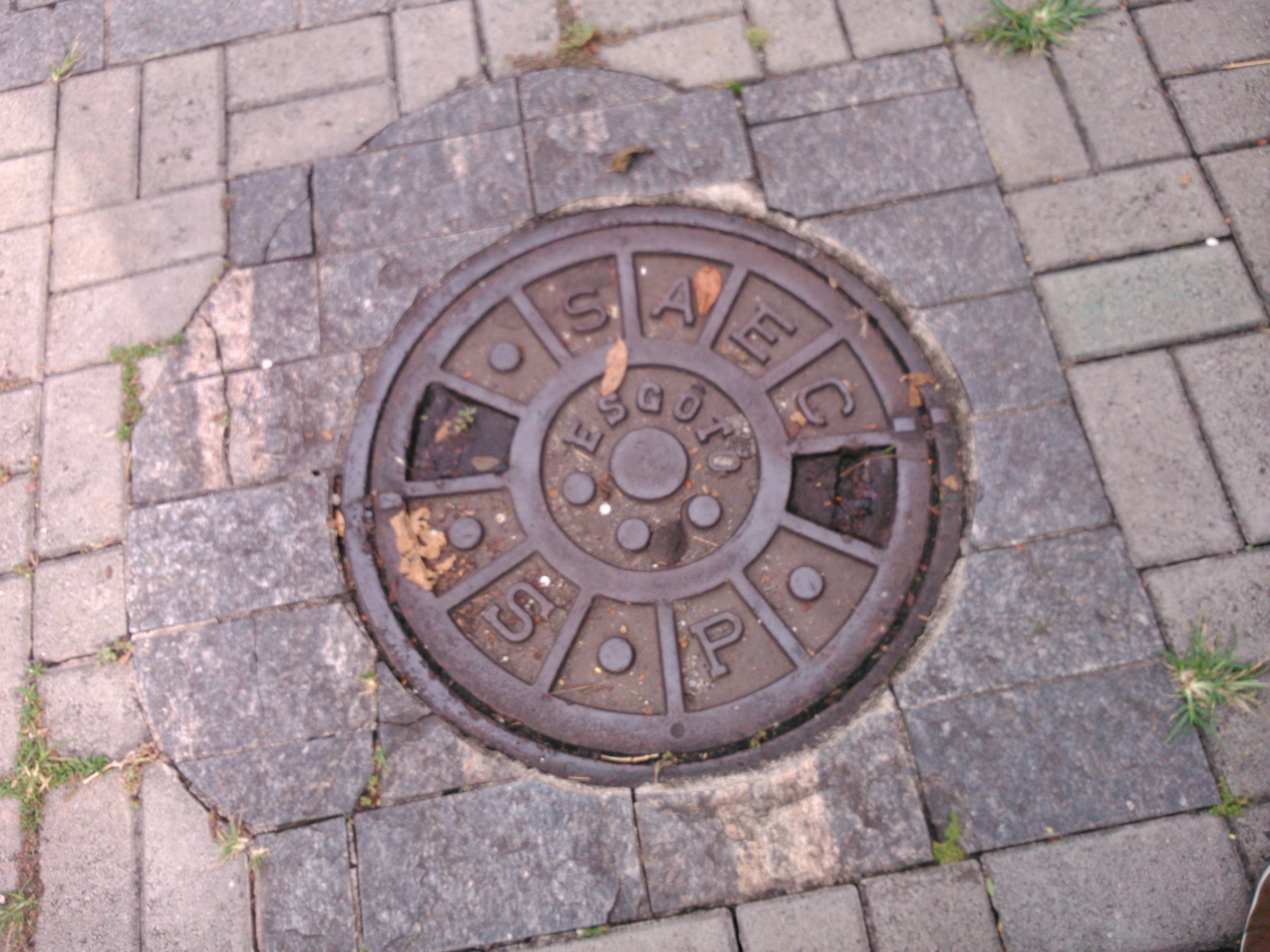
Rede de esgotos da SAEC (Superintendência de Águas e Esgotos da Capital), substituída pela Sabesp na década de 1970. Bairro do Butantã, em São Paulo
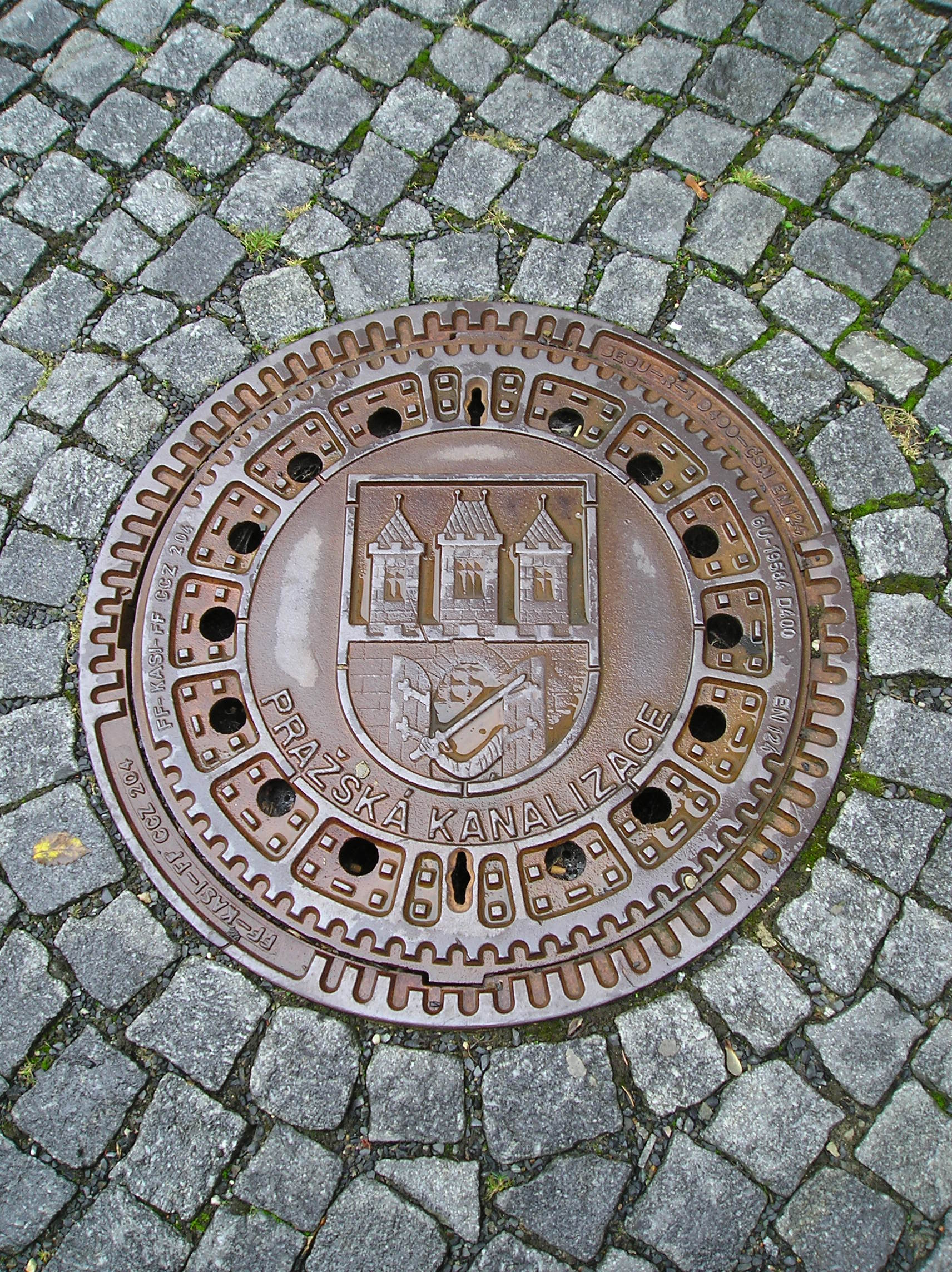
Praga, na República Tcheca.
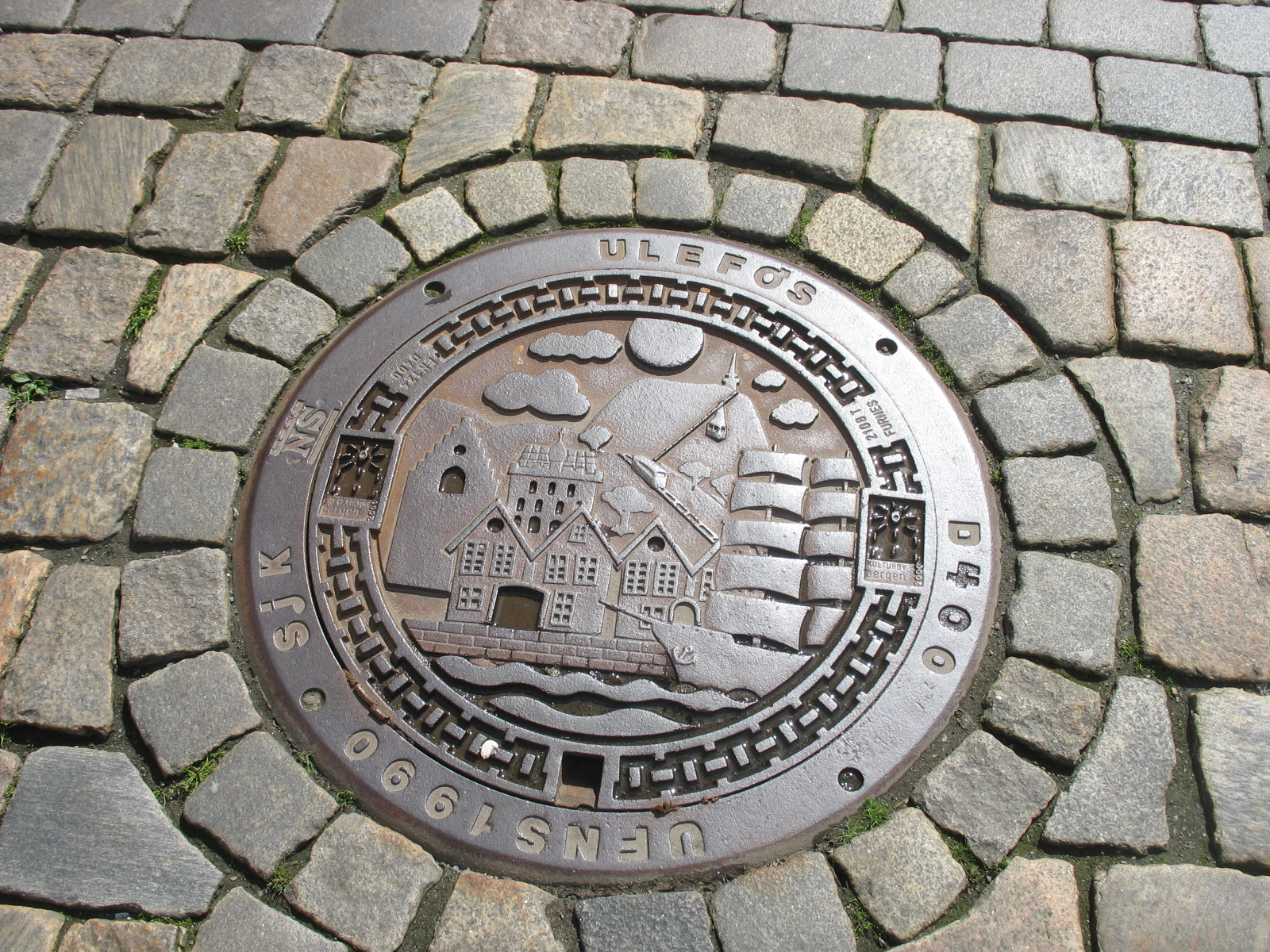
Bergen, na Noruega.
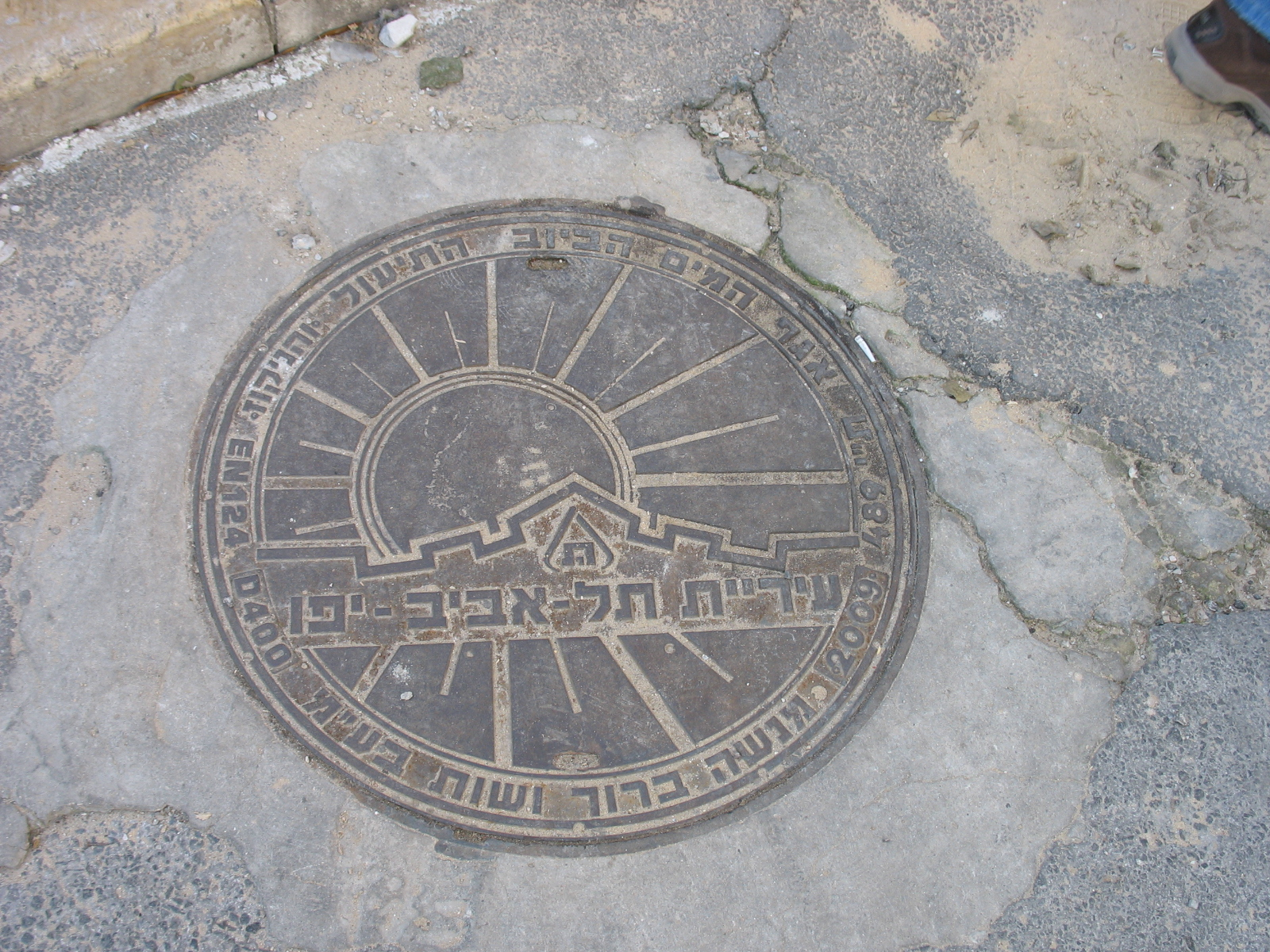
Tel-Aviv, em Israel
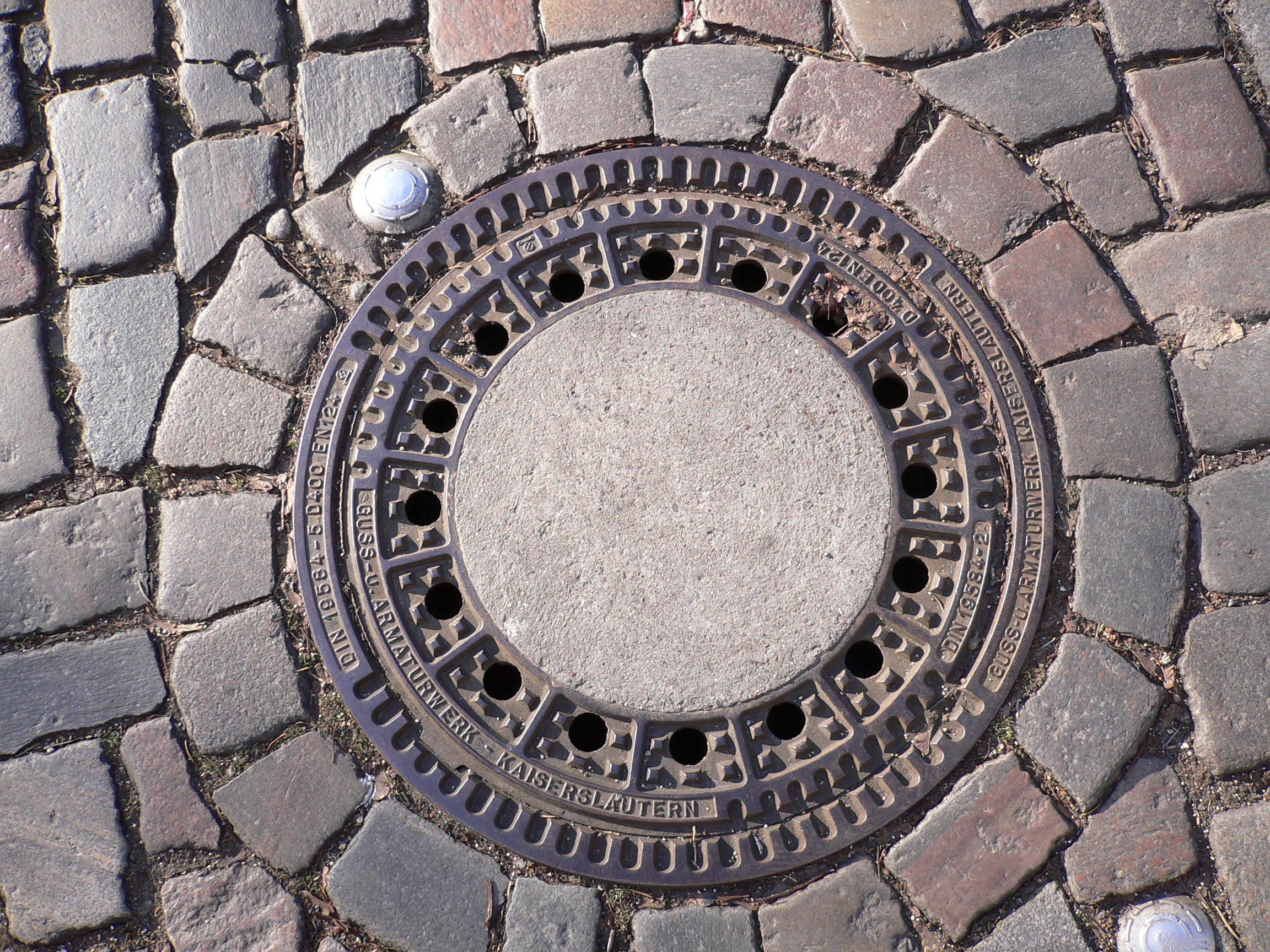
Tampão em Berlim, na Alemanha, parcialmente feito em concreto.
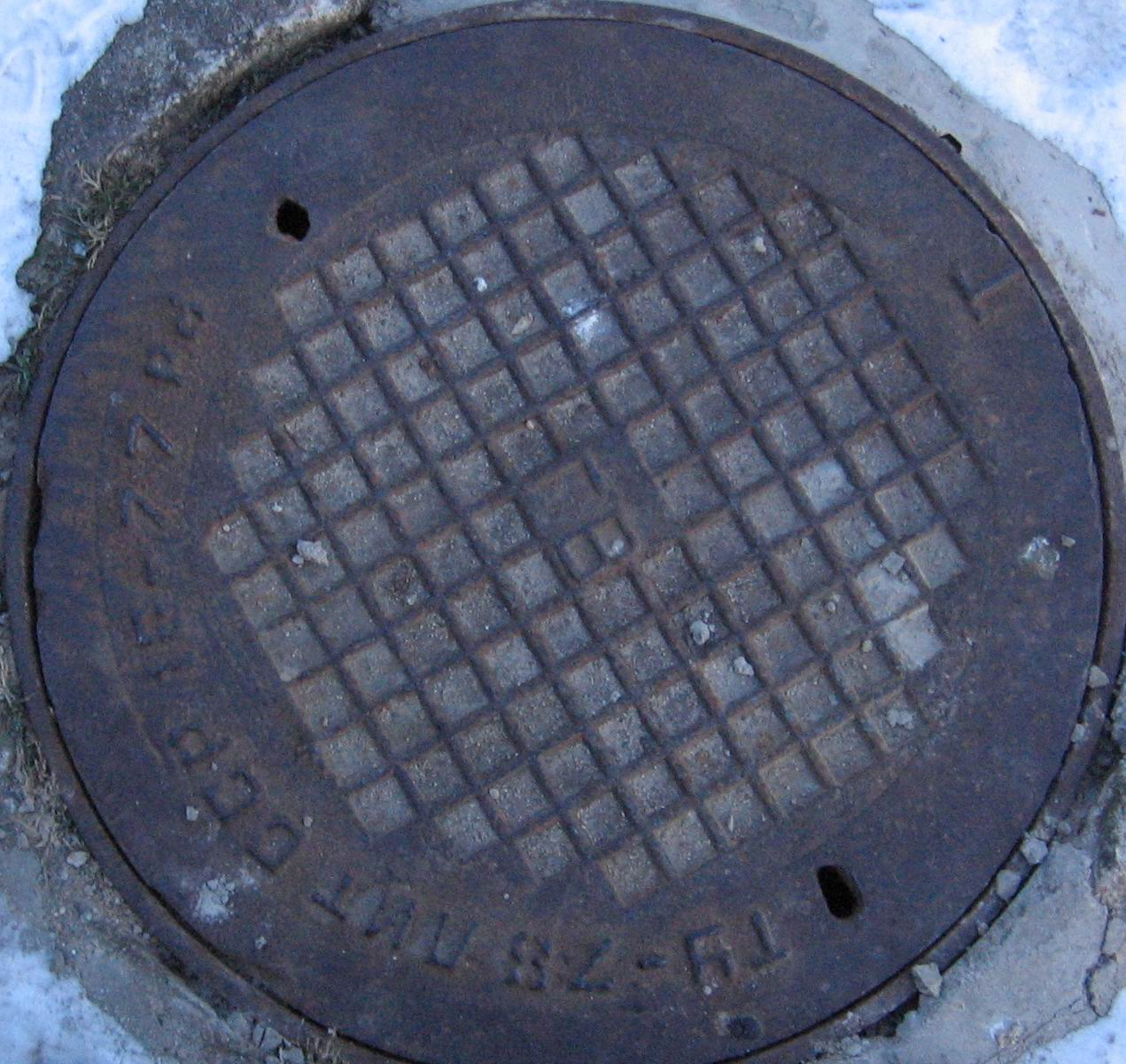
Tampão comum, datado da época da República Socialista Soviética Lituana, em Vilnius, na Lituânia.
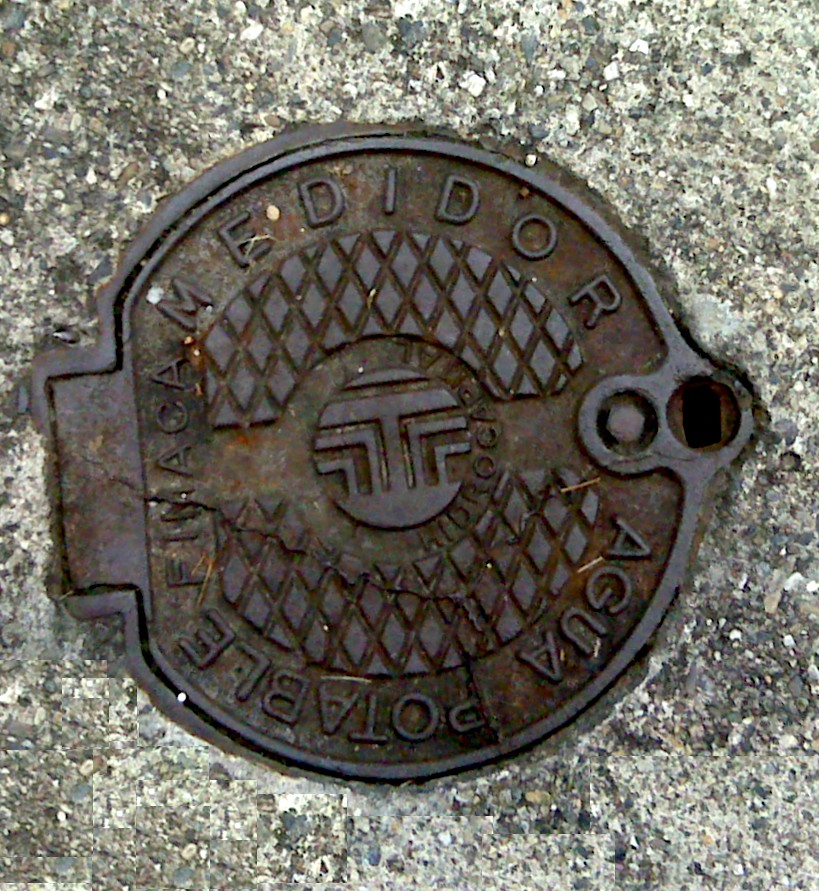
Acesso à rede de água em Caracas, na Venezuela.
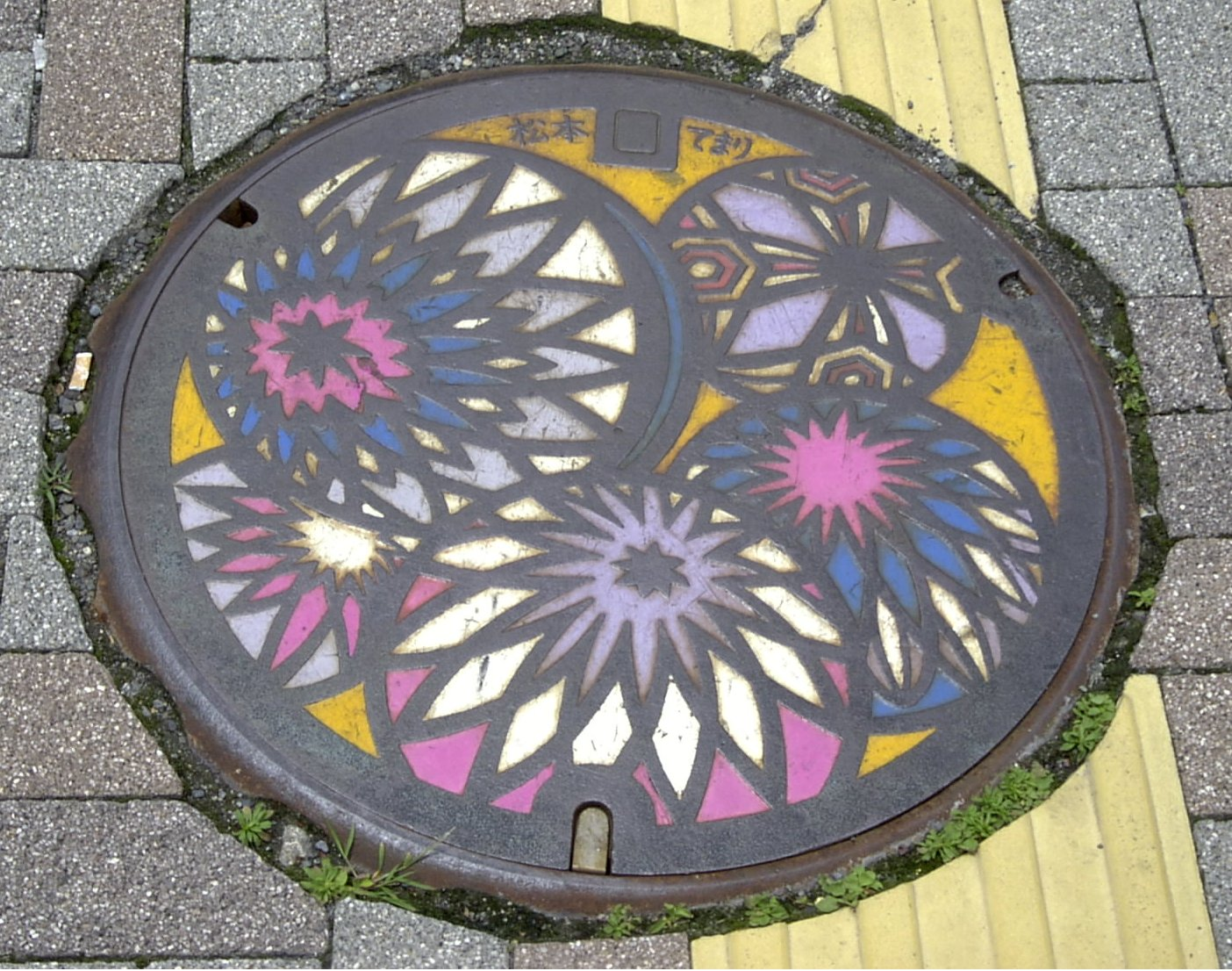
Tampão pintado em Matsumoto, em Nagano, no Japão.
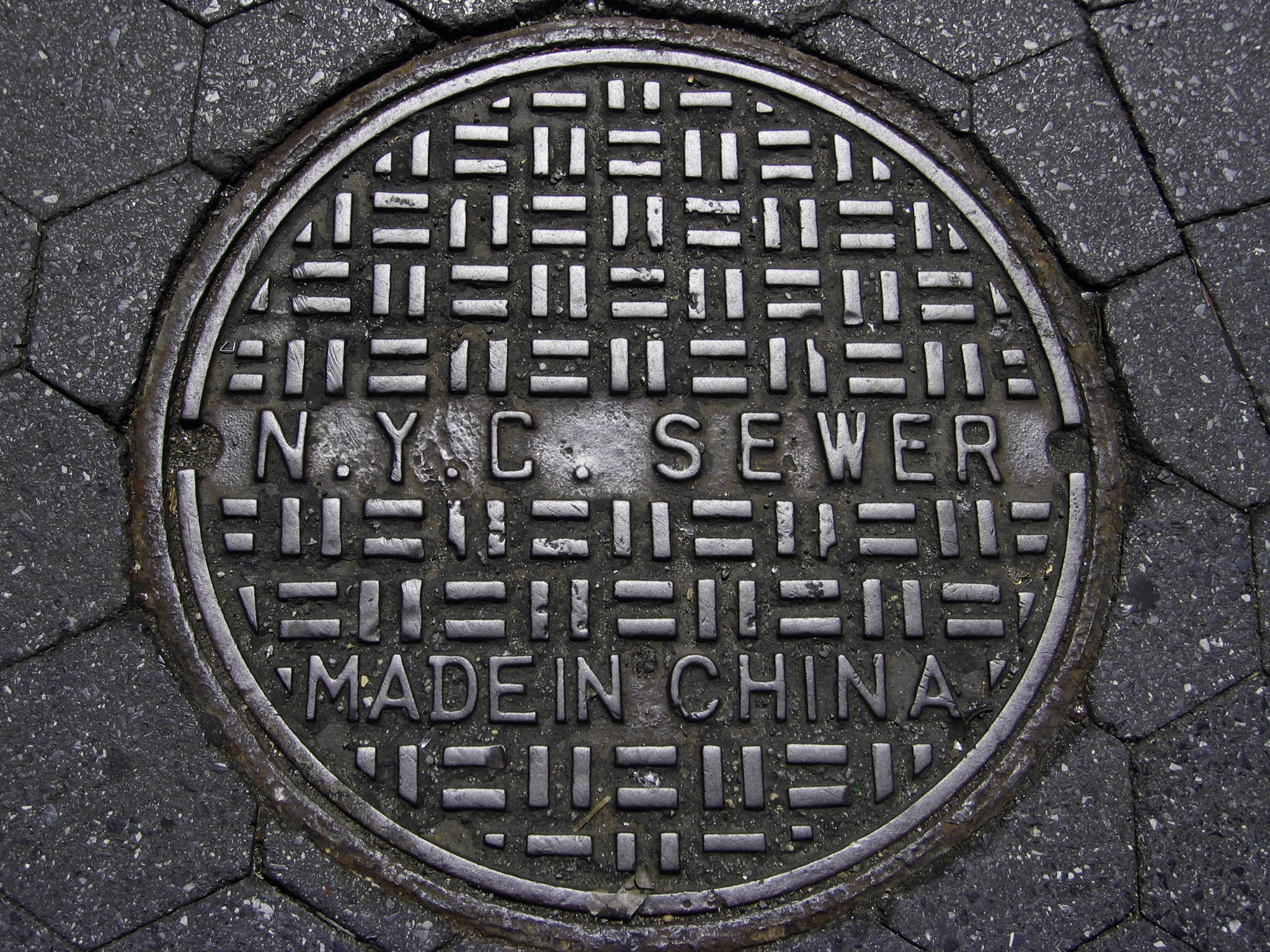
Tampão da rede de esgoto da cidade de Nova York, nos Estados Unidos.
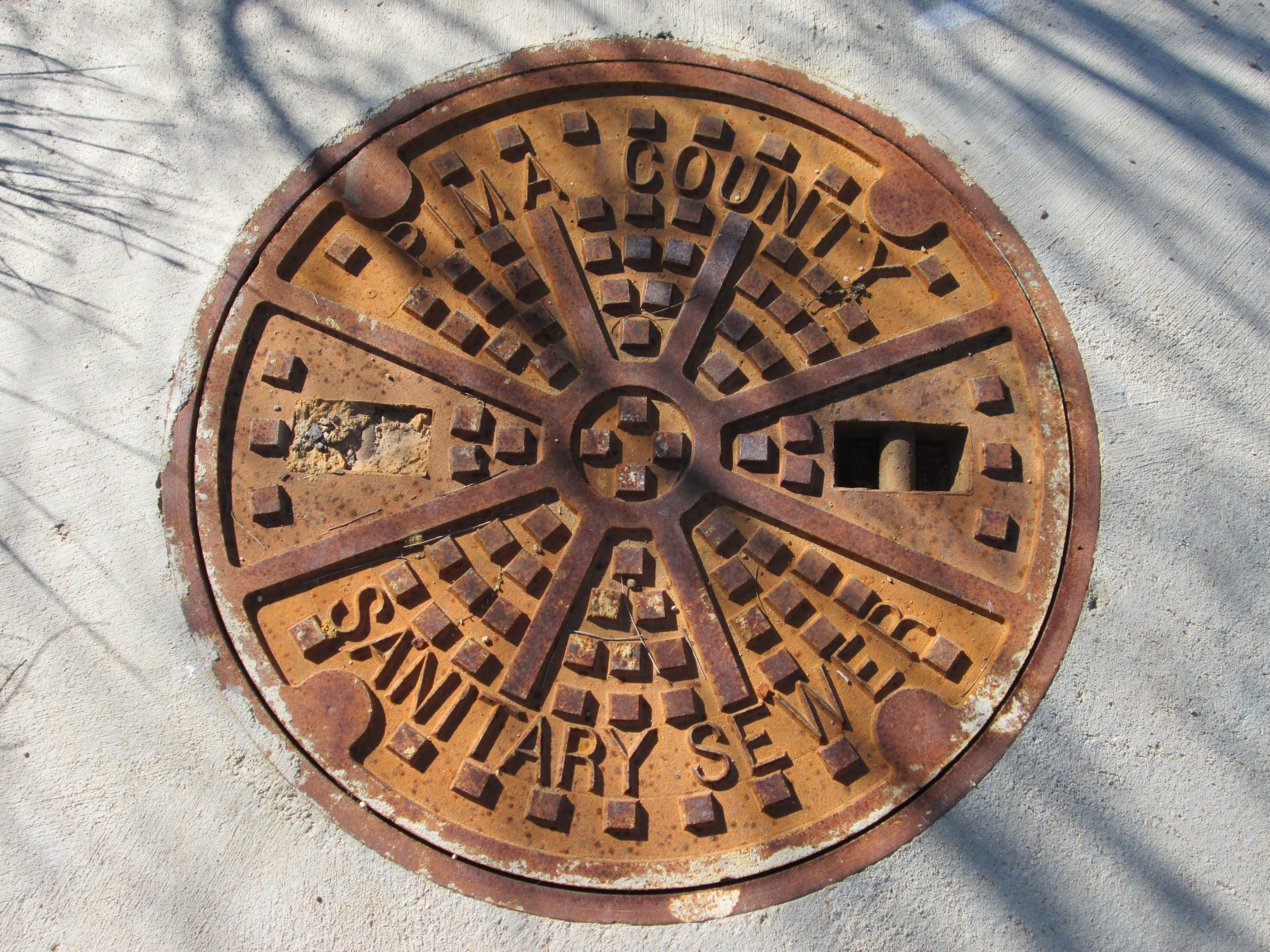
Condado de Pima, no Arizona, nos Estados Unidos.
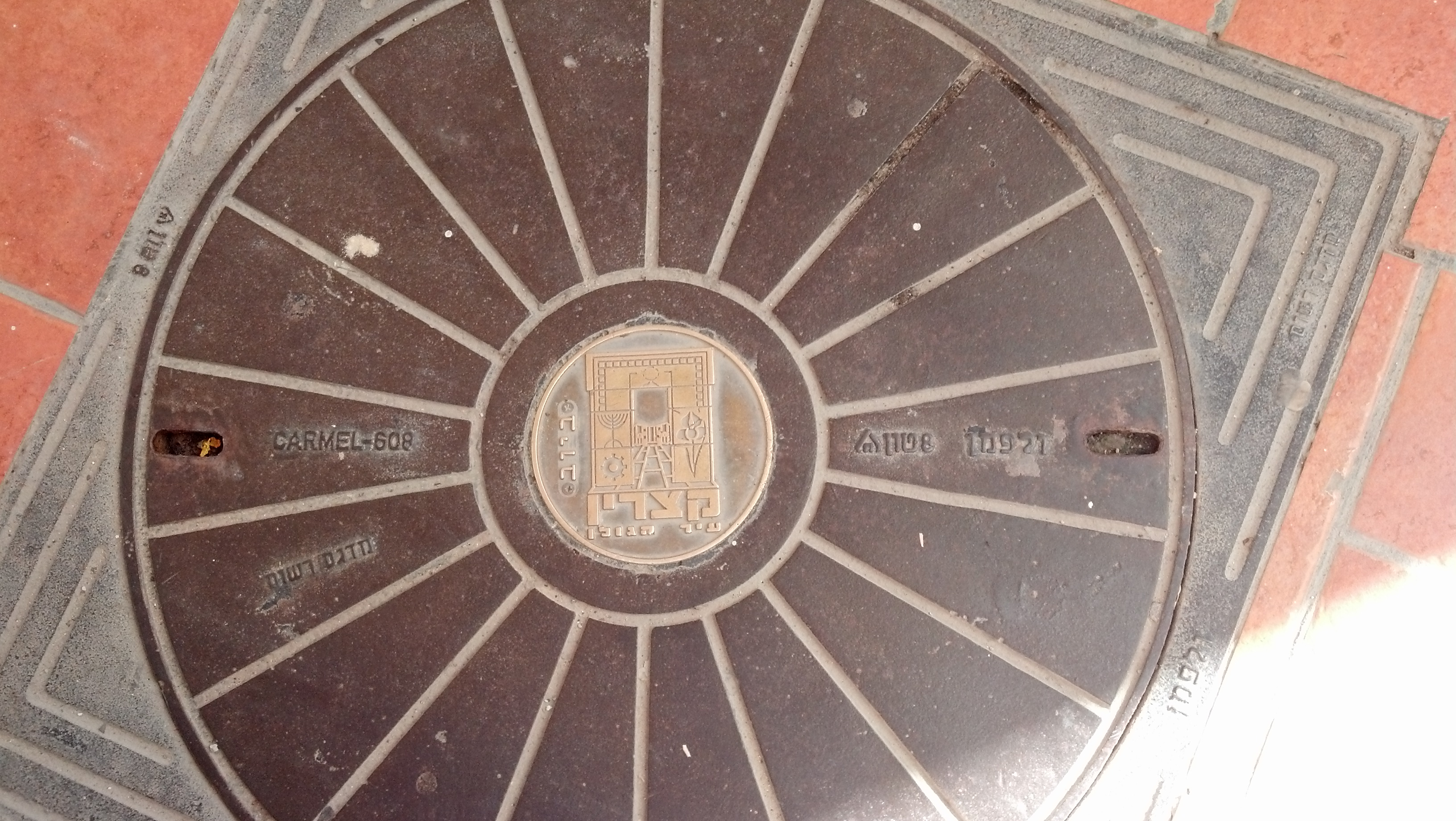
Katzrin, em Israel
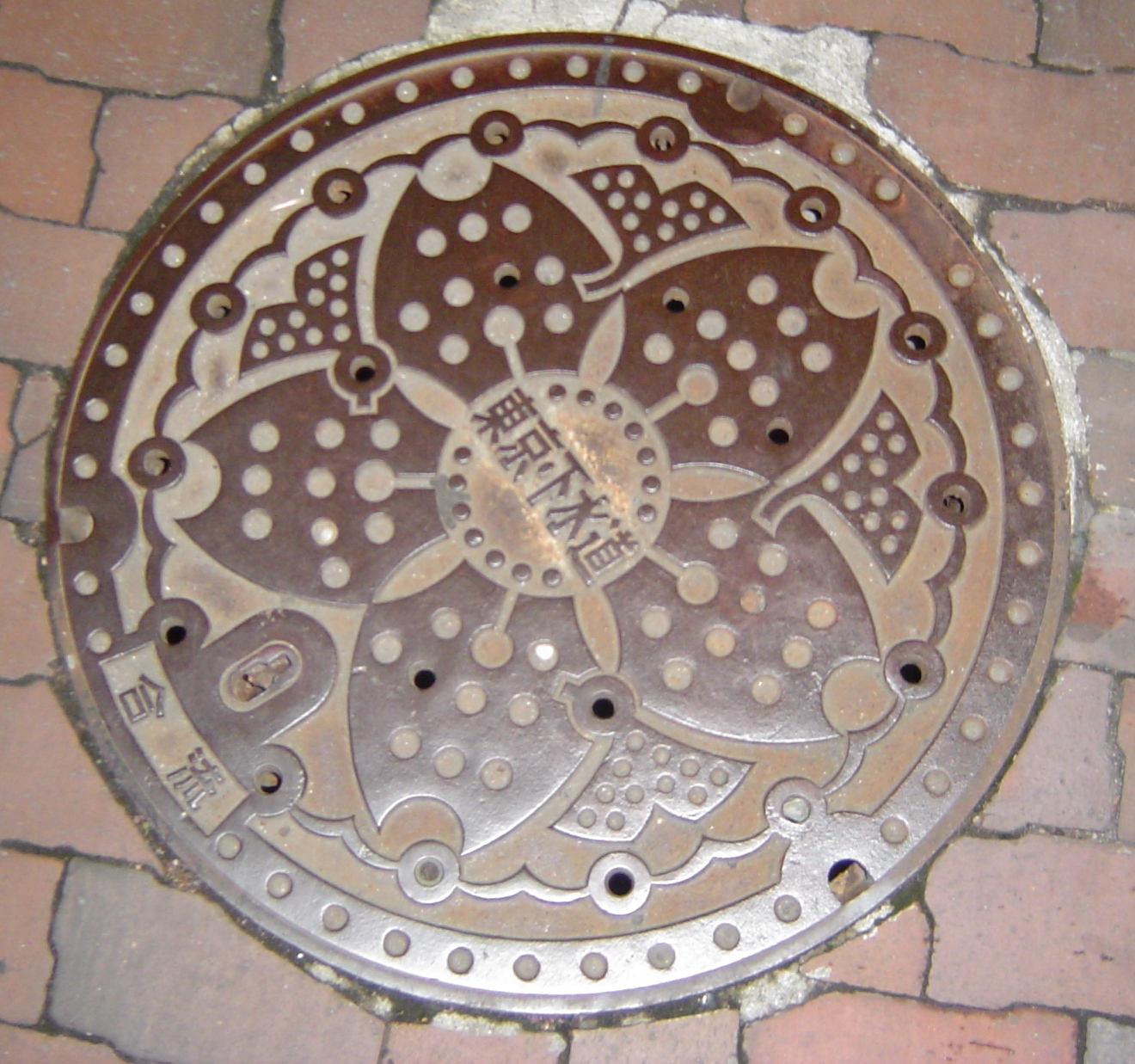
Tampão em Tóquio, no Japão.
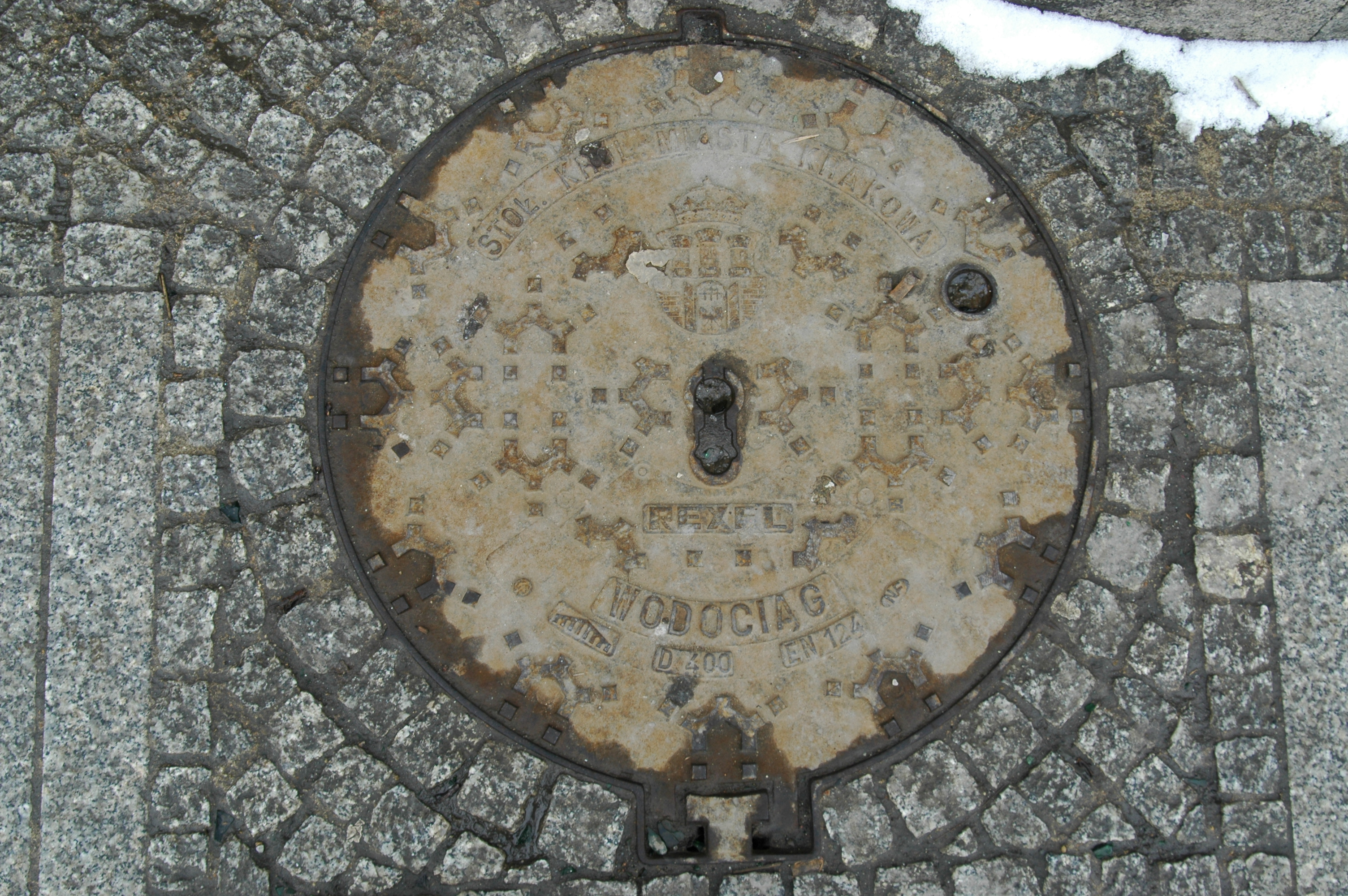
Cracóvia, na Polônia.
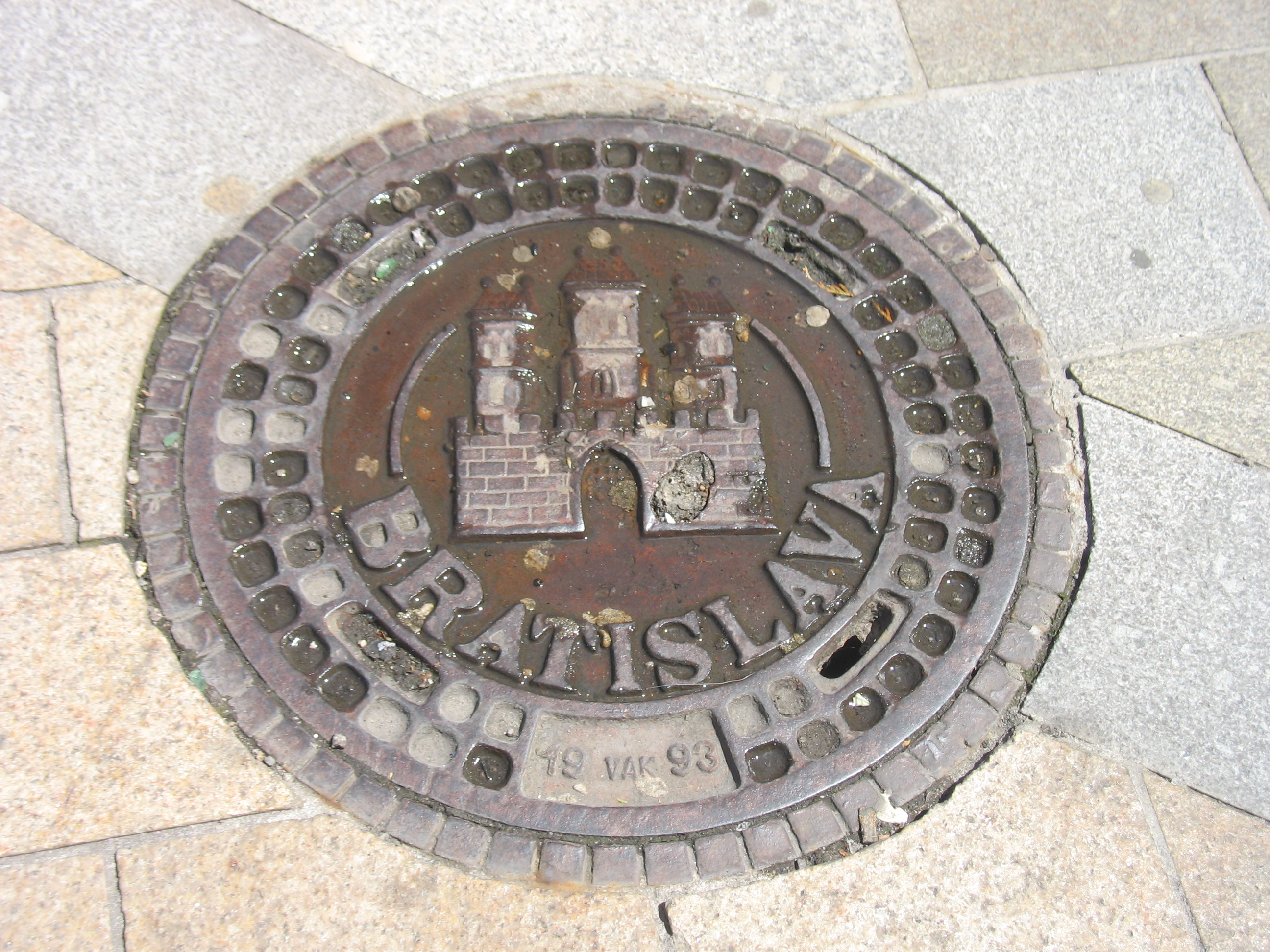
Tampão em Bratislava, na Eslováquia.

### Outros formatos

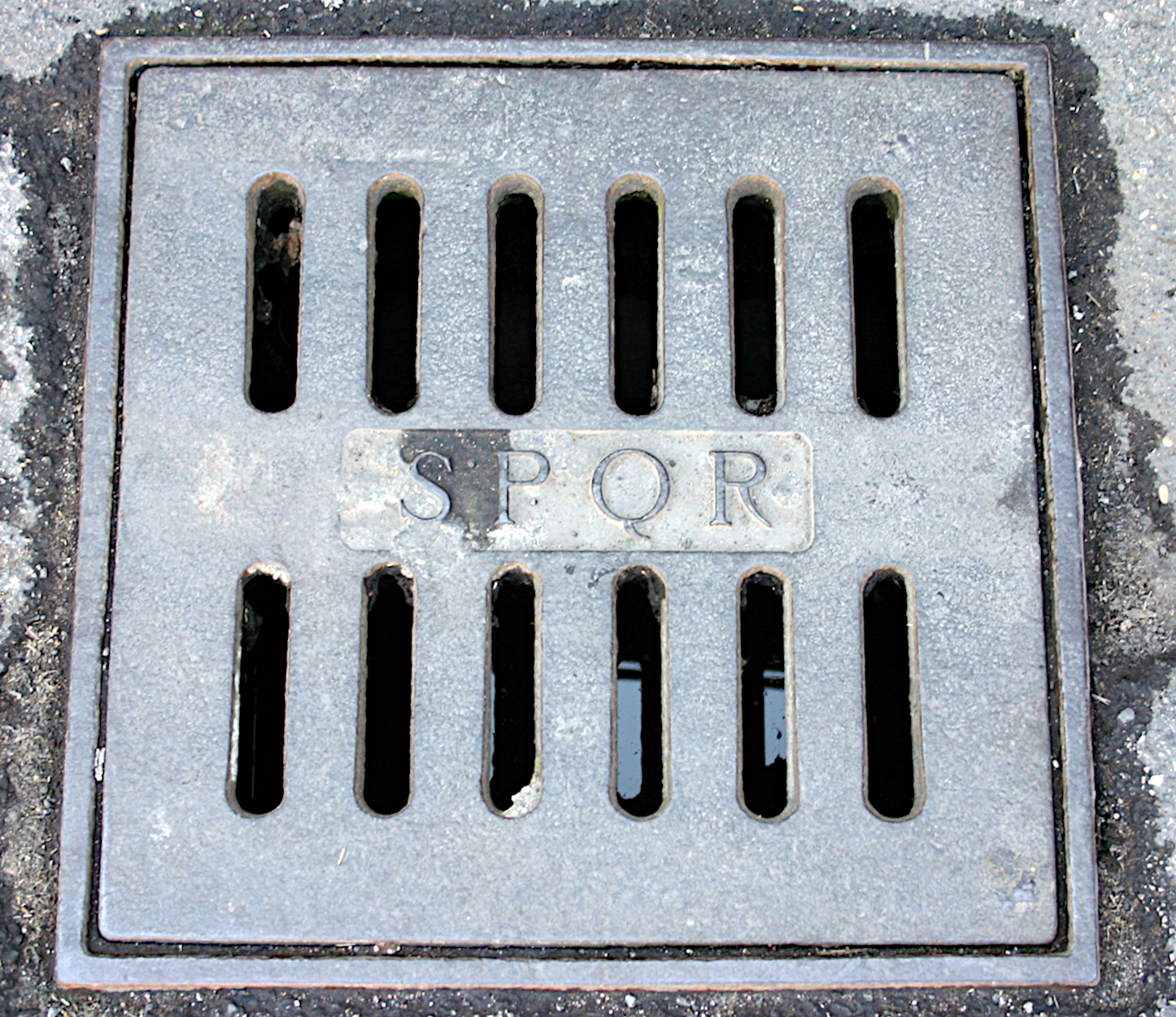
Grade em Roma, Itália com a inscrição SPQR.
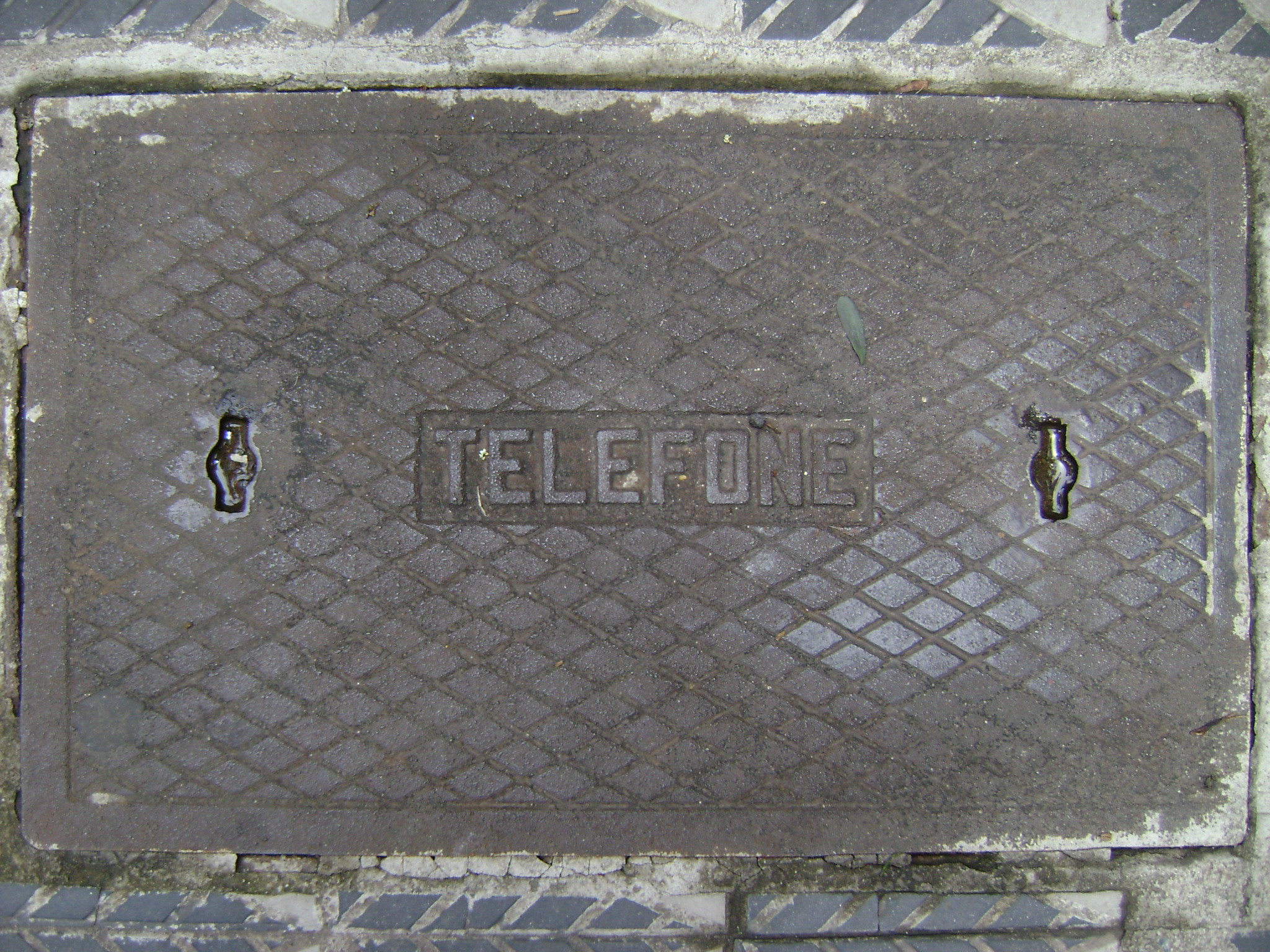
Poço de visita para rede telefônica subterrânea.
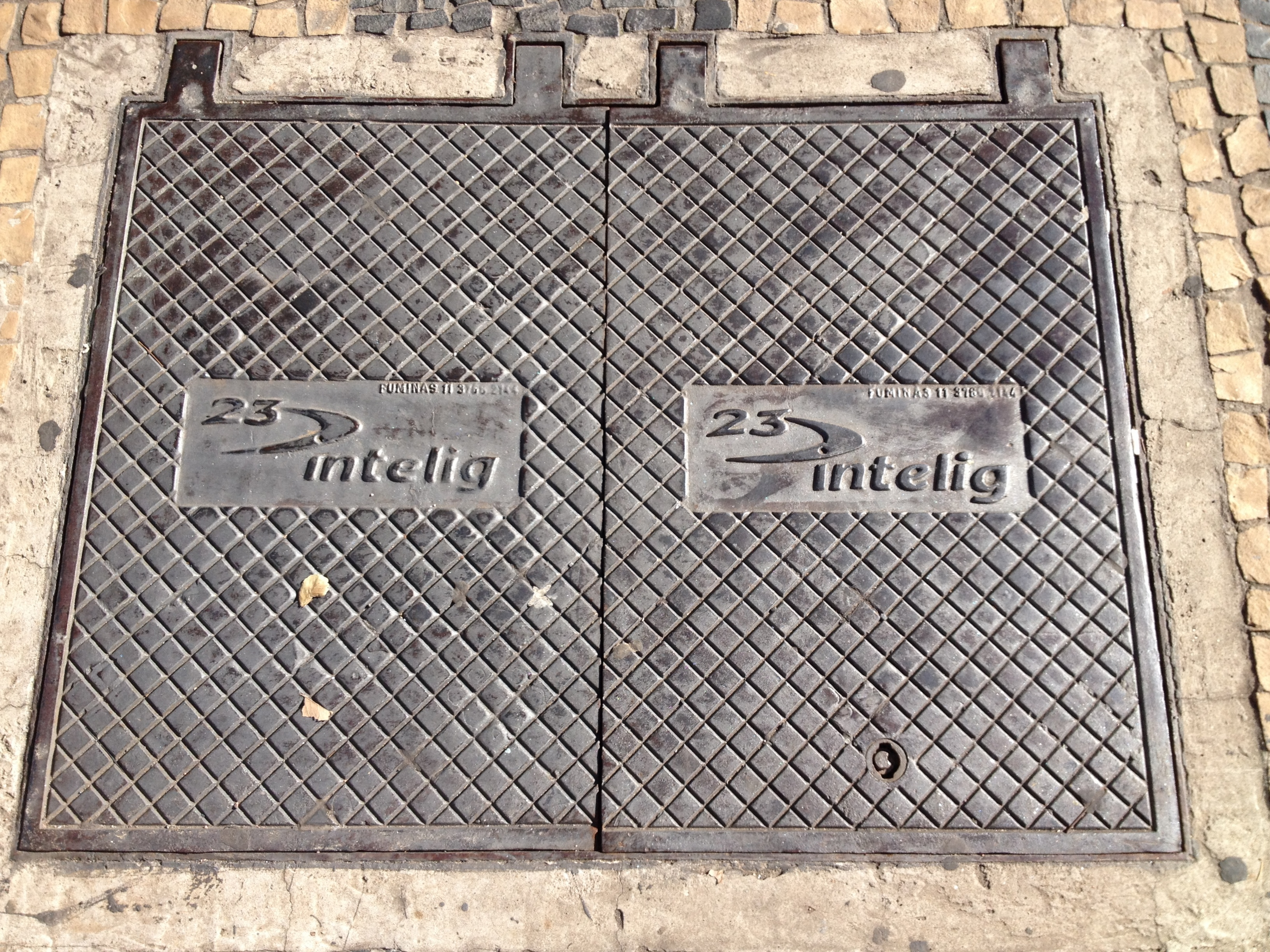
Rede de telefonia da Intelig, Campinas.
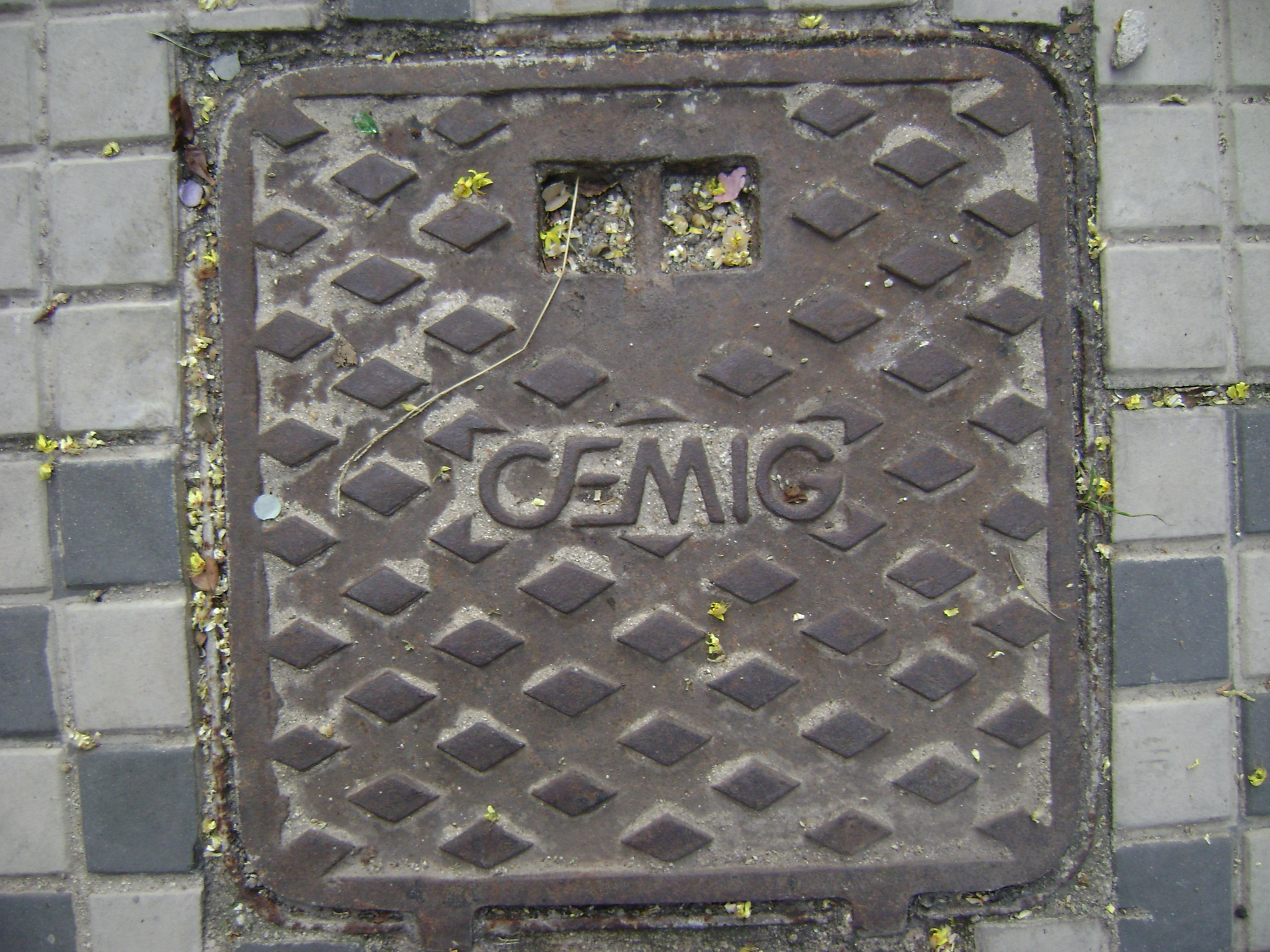
Rede elétrica da CEMIG, Belo Horizonte.
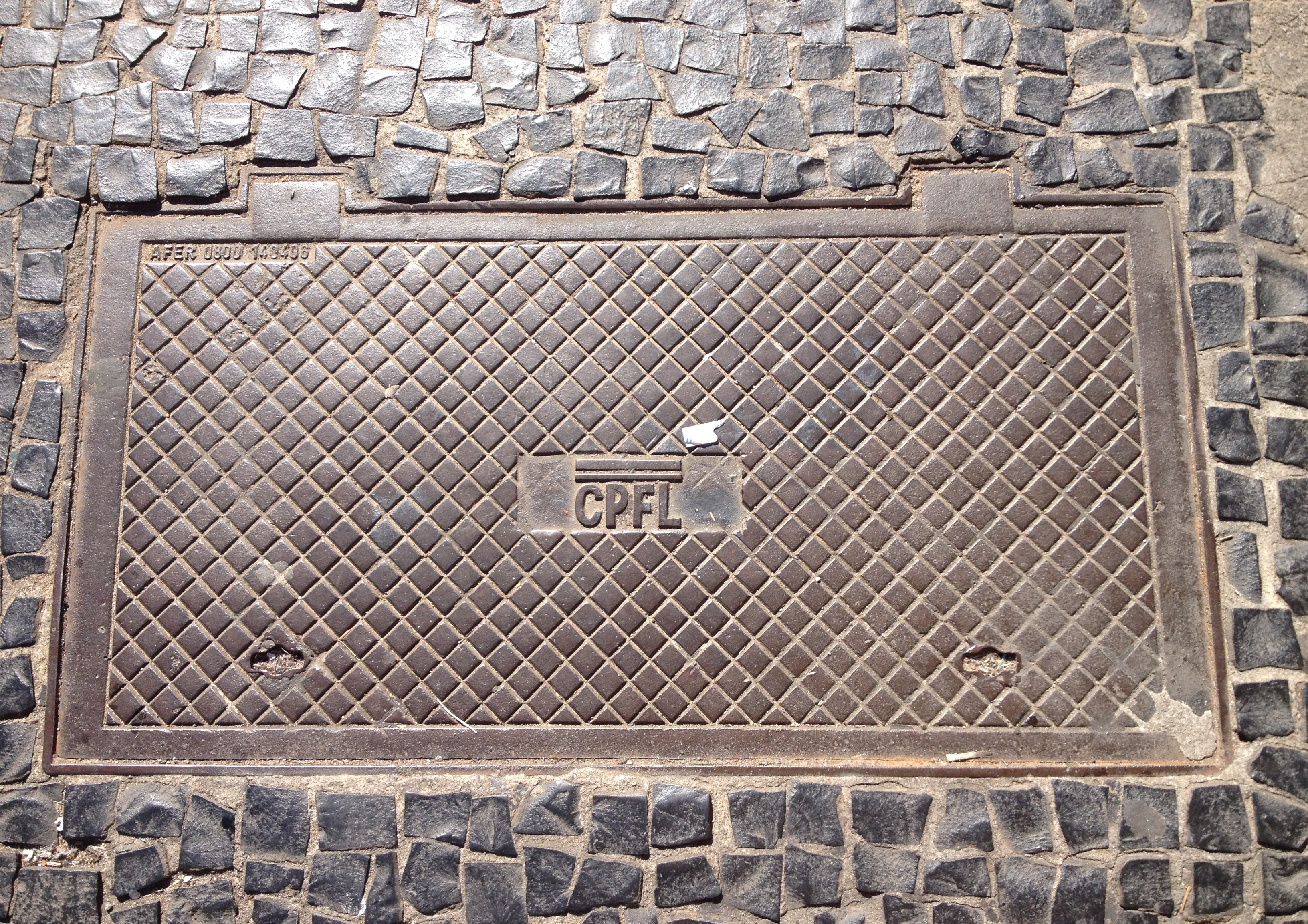
Rede elétrica da CPFL, Campinas.
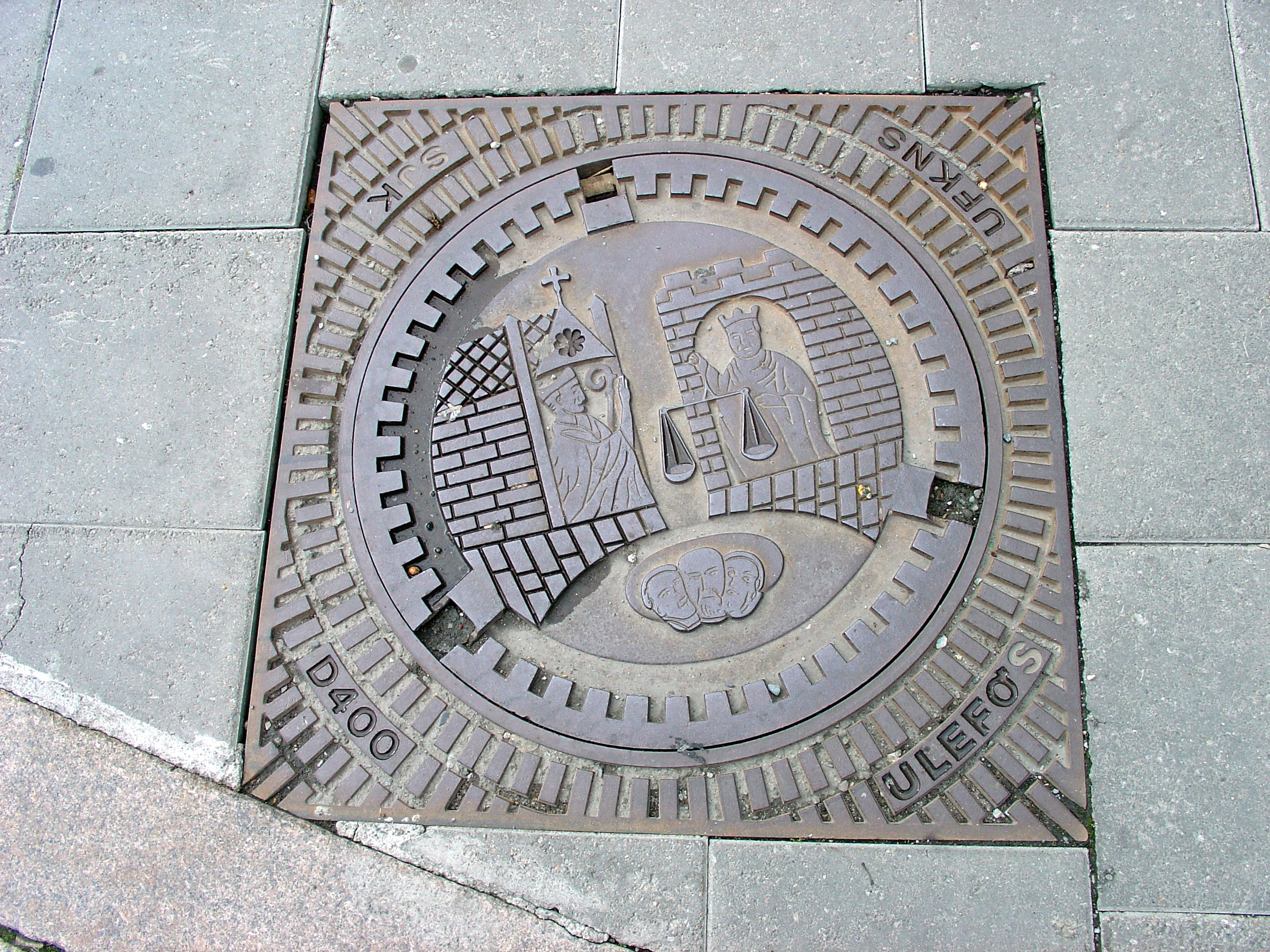
Tampão em Trondheim, Noruega.
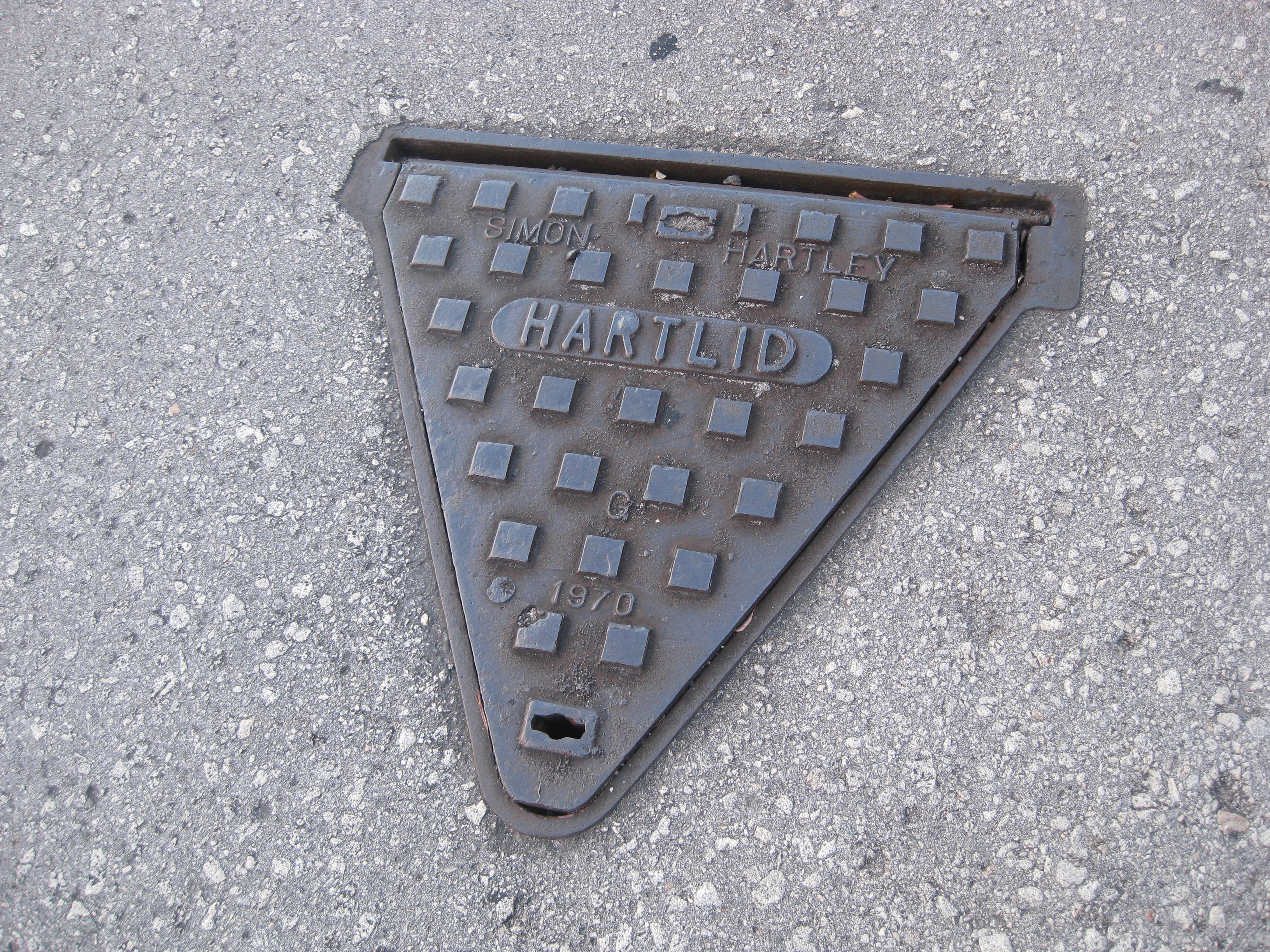
Poço de visita triangular em Hamilton, Bermuda.
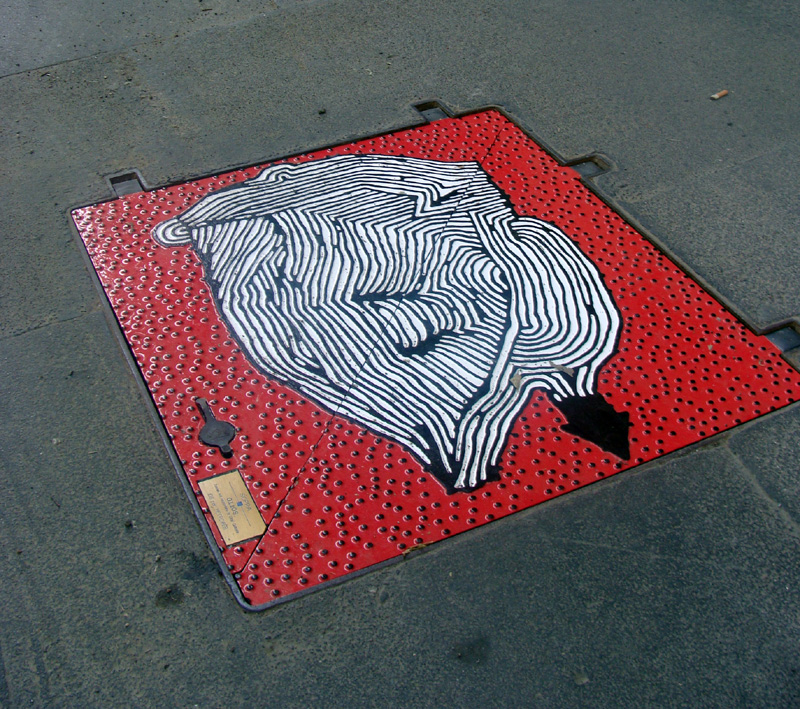
Tampão com intervenção de arte urbana em Milão, Itália.
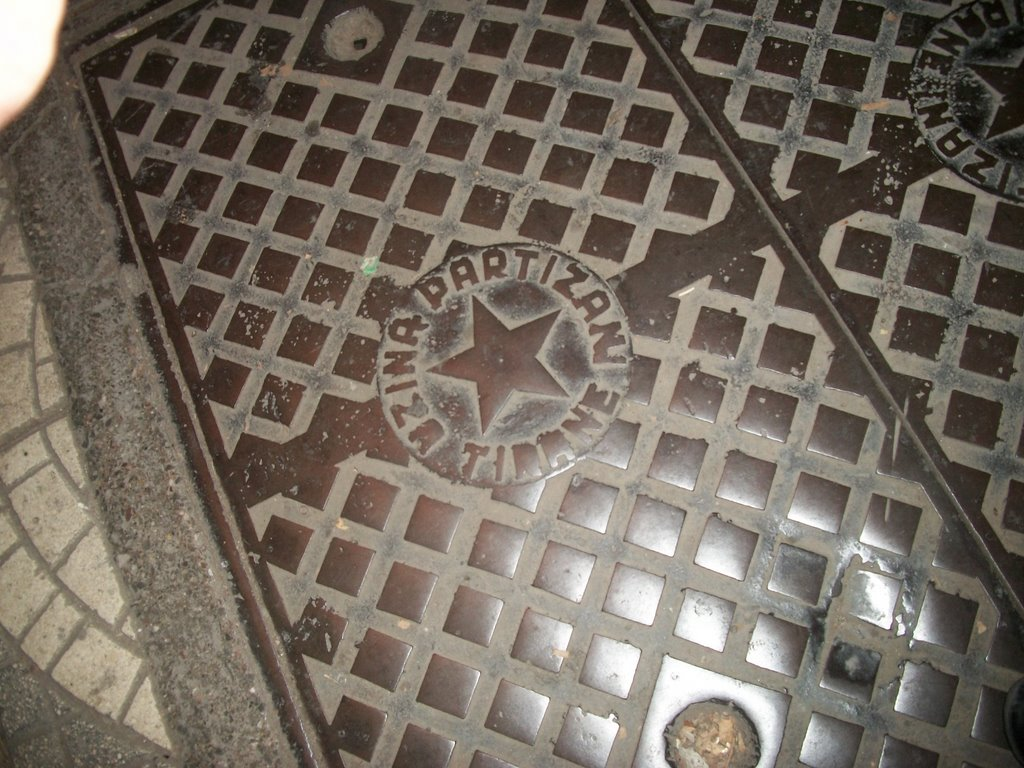
Tampão datado da era comunista em Tirana, Albânia.
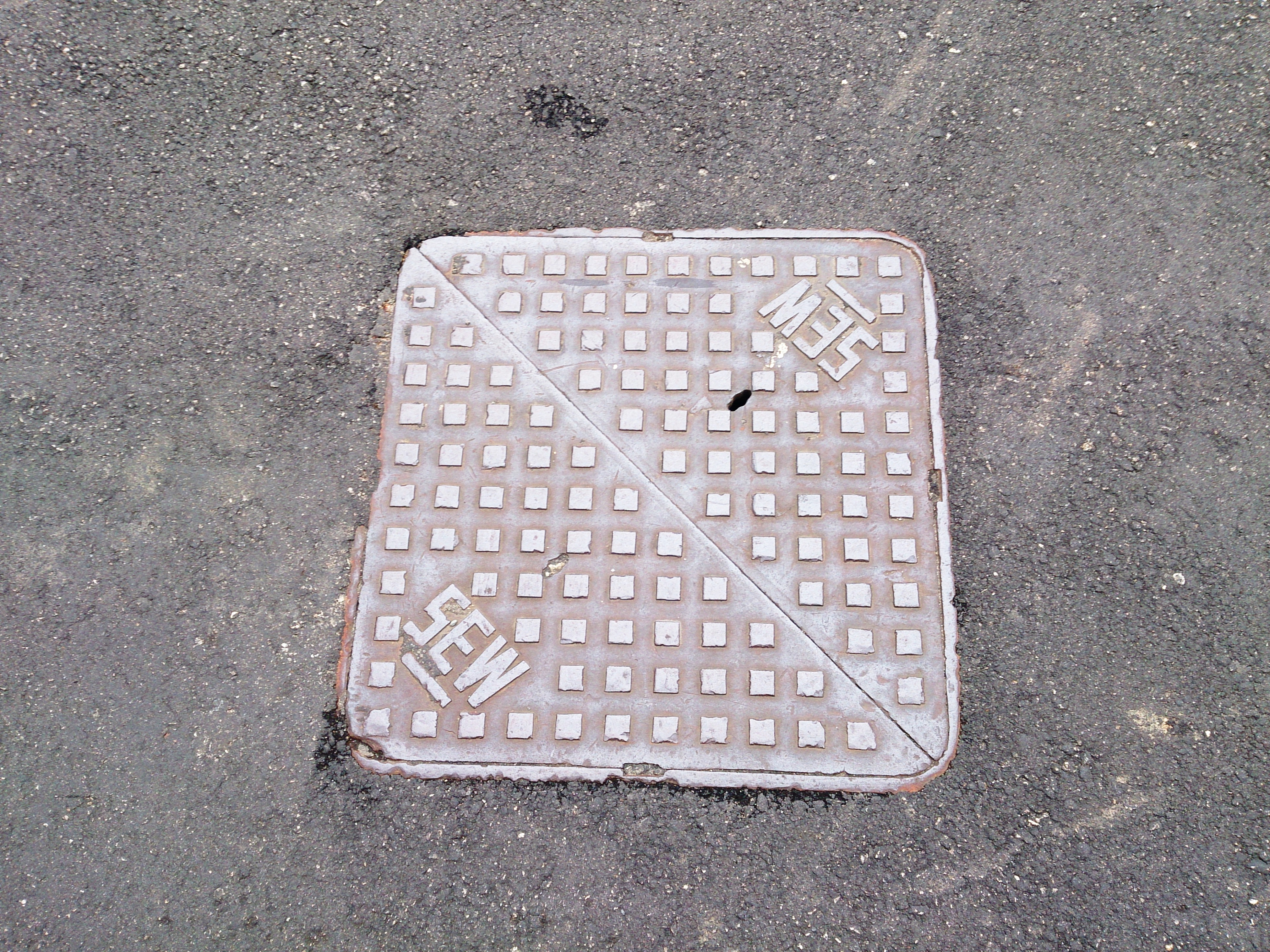
Tampão em Singapura.
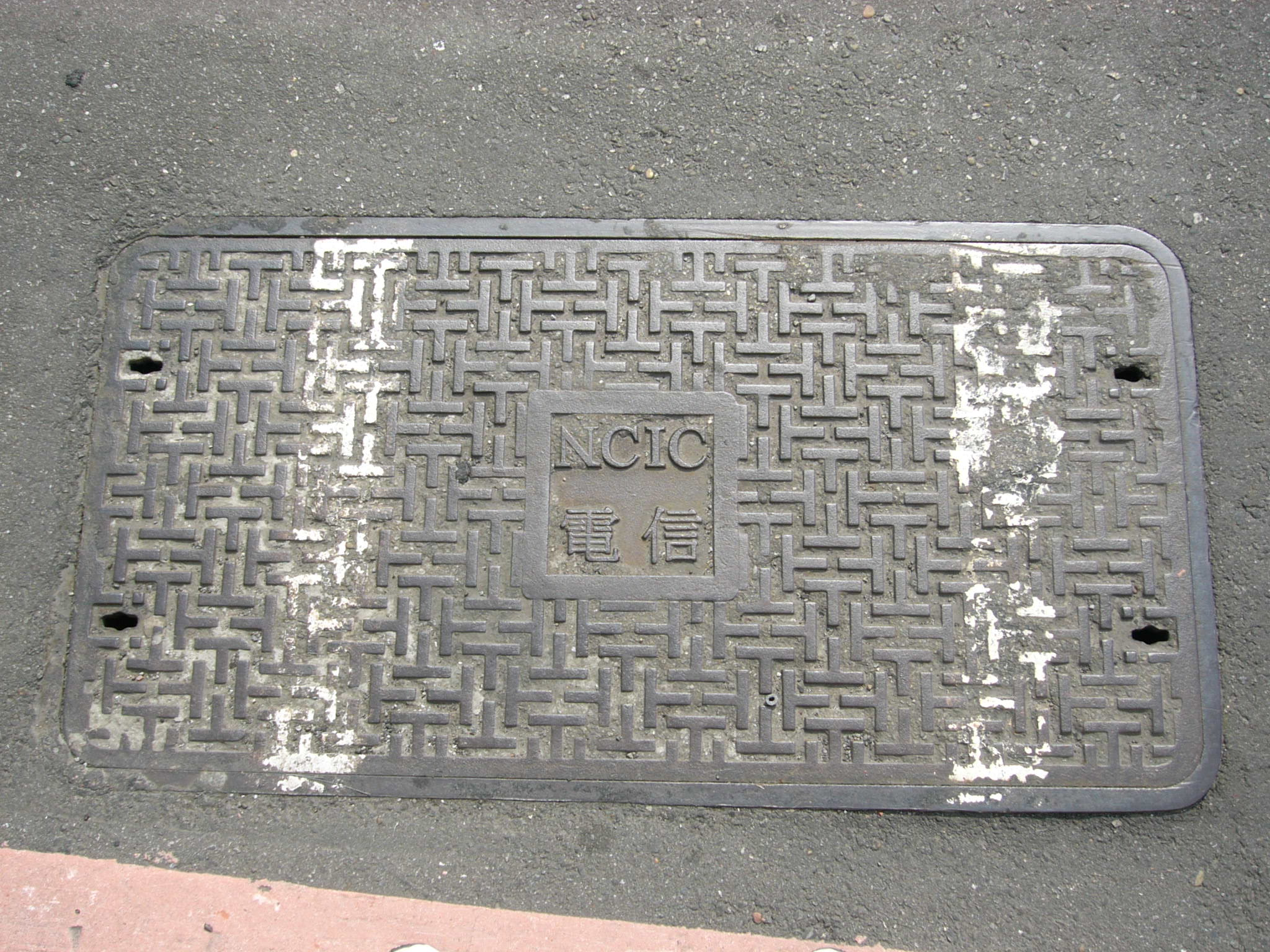
Tampão em Taiwan.

## Outras leituras
- Camerota, Remo (2010). Drainspotting: Japanese Manhole Covers. New York: Mark Batty Publisher. ISBN 9780982075470. OCLC 317463479
- Gordenker, Alice (16 de dezembro de 2008). «Manhole covers». The Japan Times. So, What the Heck Is That? (column). Consultado em 15 de janeiro de 2013
- Melnick, Mimi (1999). Manhole Covers. Cambridge, Mass.: MIT Press. ISBN 0-262-13302-4.
- Raymond, Douglas (2007). Transylvanian Street Metal. San Francisco: Blurb Books. (sem ISBN.)
- Stuart, Diana (2003). Designs Underfoot: The Art of Manhole Covers in New York City. Sharon, Conn.: Design Books. ISBN 1-58574-639-8.